# CAROM
CAROM Onești (denumit între 1957 și 1965 Combinatul de cauciuc sintetic și produse petrochimice Onești și între 1965 și 1990 Combinatul de cauciuc sintetic și produse petrochimice Gheorghe Gheorghiu-Dej) a fost prima și singura companie producătoare de cauciuc sintetic din România, fondată în anul 1957 și pusă în funcțiune în 1962.
Construcția combinatului a făcut parte din politica de industrializare derulată în țară pe durata unui secol și continuată de Gheorghe Gheorghiu-Dej în anii 1950 de a se putea produce materii prime și a nu depinde de importuri. Totodată s-a dorit arătarea independenței față de Uniunea sovietică profitând de doctrina diferitelor căi către socialism a lui Nikita Sergheevici Hrușciov din 1956. Odată cu ratificarea tratatelor la Moscova din decembrie același an, obiectivul industrial a fost proiectat prin intermediul Institutului de Stat pentru Proiectarea Întreprinderilor Industriale din Industria Cauciucului din Moscova iar IPROCHIM București s-a ocupat de proiectarea construcțiilor și utilităților. Fabricile și instalațiile individuale, atât ca utilaje cât și licențe, au fost importate în primul rând din URSS dar și Italia, Marea Britanie, Republica Federală Germania, Suedia, Republica Socialistă Cehoslovacă și Franța iar o altă parte aduse de la institute și întreprinderi metalurgice din țară. Forța de muncă a fost asigurată printr-un efort susținut atât din țară cât și din URSS, Republica Socialistă Cehoslovacă și Republica Democrată Germană. Combinatul-geamăn cu cel din Onești a fost cel din Sumqayıt, Republica Sovietică Socialistă Azerbaidjană, unde cadrele din Onești au făcut practică.
La acel moment, România s-a poziționat ca a cincea țară producătoare de cauciuc sintetic în lume după URSS, fosta Germanie nazistă (cu combinatul de la Oświęcim revenit Republicii Populare Polone), SUA și Canada, folosind tehnologii noi în curs de perfecționare. Concomitent cu construcția și punerea în funcțiune a obiectivului s-au purtat și discuții între România și SUA pentru continuarea construcției folosind licența unei companii americane, dintre cele interesate precum Firestone⁠(en)[traduceți], Goodrich-Gulf⁠(en)[traduceți] și Goodyear doar prima continuând negocierile, însă fără succes.
Materia primă, în cea mai mare parte compusă din gaze petroliere și fracții gazoase, provenea de la Rafinăria nr. 8 Dărmănești, redenumită în 1990 Rafinăria Dărmănești, și Rafinăria nr. 10 Onești, redenumită RAFO. A fost amplasat pe Platforma Petrochimică Borzești, făcând parte din unitatea gigant Grupul industrial de petrochimie Borzești (1969–1973) și Combinatul petrochimic Borzești (1973–1990). Acesta a fost divizat în 1990 înapoi în trei combinate: RAFO, CAROM și Chimcomplex. Ca mărime este al doilea după RAFO, având o suprafață de 259 hectare. Numele actual provine de la abrevierea cuvintelor cauciuc românesc, CAROM fiind marca primului cauciuc sintetic butadien-alfastirenic produs în 1963.
Varietățile de cauciuc produs au fost destinate atât pentru industria națională și de export de anvelope și alte materiale tehnice a fabricilor „Danubiana” din Popești-Leordeni și „Victoria” din Florești, cât și exportului de materie primă alături de alte produse ca acetona, fenolul și polistirenul, în țări precum Suedia, Siria, URSS, Italia, Republica Socialistă Cehoslovacă, Japonia, Republica Federală Germania, Anglia, Austria, Belgia, Elveția, Franța, Republica Populară Bulgaria, India, Țările de Jos, Republica Populară Ungară, Republica Arabă Unită, Republica Socialistă Federativă Iugoslavia, Republica Democrată Germană, Turcia și altele.
Tipurile de cauciucuri sintetice, pe lângă cel butadien-alfastirenic au fost cele de tip butil, acrilometil stirenic, acrilo-metil-butadien stirenic, poliizoprenic dar și polistiren, produse petrochimice de tip fenol, acetonă, bisfenol A, stiren, butan-butilenă, GPL, concentrat de benzen, toluen, xilen, component C6+ ușor, metil-terțiar-butil-eter, izobutan, butadienă, cumen, antioxidant fenol stirenat, gaze tehnice și altele.
După 1990, combinatul a renunțat treptat la producția de bază și a vândut terenuri și instalații către mai multe societăți, precum Elon și Bere Onești, prima specializată în confecții metalice iar a doua în bere. În urma vânzării ultimelor active de către combinat, acestea au fost redenumite Aroma Rise și Albrau, unde prima s-a respecializat în producția de parfumuri și arome artificiale.
Potrivit unor rapoarte de mediu, societatea are cel mai mare depozit de deșeuri chimice periculoase din Europa, fiind compus din metale grele, substanțe cancerigene, hidrocarburi clasificate drept periculoase, xilen și alți compuși chimici toxici, care s-ar putea scurge la un cutremur de peste 7 grade sau o ploaie abundentă, afectând pânza freatică, râul Trotuș, râul Siret, Dunărea și Delta Dunării.

## Istoric

### Context

#### Procedee chimice
Procesul tehnologic al producției de cauciuc butadienic are la bază cercetările lui Hermann Staudinger și Aleksandr Butlerov, după care Serghei Lebedeev⁠(en)[traduceți] a descoperit în 1910 polimerizarea butadienei, obținând un produs asemănător cauciucului natural. În 1927 tot acesta a descoperit sinteza industrială a butadienei. Impulsul a fost dat de existența în gazele de sondă și gazele din cracarea păcurii a butanului normal (n-butan), care constituie materia primă în fabricarea tipului de cauciuc sintetic, prin reacția de trecere la n-butene și apoi la butadienă. Butadiena se polimeriza în prezența sodiului metalic, formând macromolecula cauciucului polibutadienic, considerat primul tip de cauciuc sintetic produs. Acesta nu era de o calitate comparabilă cu cea a cauciucului natural, renunțându-se la producția lui după al Doilea Război Mondial.
Procedeul rusesc al cauciucului stereospecific era îmbunătățit prin combinarea moleculelor de butadienă cu moleculele altor hidrocarburi nesaturate precum stiren și metilstiren unde se obține cauciucul sintetic S.K.S. sau Buna S (în rusă каучук синтетический (СКС)  – butadienă și stiren) și cauciucul S.K.M.S. (în rusă СКМС – butadienă și metilstiren), având la bază procedeul chimiștilor Karl Ziegler și Giulio Natta (laureați ai Premiului Nobel pentru Chimie pe 1963, catalizatorii Ziegler–Natta⁠(en)[traduceți]. În acest fel, producția diferă de procedeul german Buna-Werke (butadien-sodiu). Echivalentul german al polimerului butadienei era comercializat sub numele Buna 85, iar cel rusesc sub denumirea S.K.B. (din rusă СКБ – каучук синтетический бутадиеновый). Germania făcuse eforturi în crearea celor două tipuri de cauciuc la începutul anilor 1930 pentru a fi independentă de importuri.
La nivelul anului 1939, în ceea ce privea industria națională a cauciucului în România în viitorul apropiat, pentru crearea unei oarecare independențe față de materiile prime ce necesitau importate s-a avut în vedere înființarea unei fabrici de cauciuc sintetic cu o capacitate anuală de 2000–3000 de tone. Aceasta ar fi avut un efect benefic prin eliminarea devizelor, aprovizionarea Armatei României și crearea unor venituri indirecte și directe către stat. Producția trebuia dirijată în primul rând către bunuri precum anvelope pneumatice, măști de gaze și îmbrăcăminte de protecție împotriva iperitei și secundar către fabricarea de furtunuri de benzină, petrol și uleiuri. Amplasamentul ales a fost Centrul Transilvaniei, poziție argumentată de poziția ferită în caz de război, materia primă de carbid produsă la Societatea „Nitrogen” din Diciosânmartin sau cea de gaz natural găsit în abundență în bazin, forță de muncă bună în regiune și energie destul de ieftină obținută din gaz natural. Se avea în vedere un studiu realizat în colaborare cu I. G. Farbenindustrie⁠(en)[traduceți] din Germania Nazistă și DuPont de Nemours din SUA pentru a stabili ce materie primă avea să fie mai economică: hidrocarburile gazoase de gaze naturale și cele de rafinării în sintetizarea butadienei sau carbid/acetilena. Varianta de obținere din hidrocarburi gazoase a fost considerată a fi de preferat prin neutilizarea vulcanizării cu sulf, de care România dispunea parțial.

#### Negocierile de construcție
În perioada 1948–1959 Republica Populară Romînă importa cauciuc sintetic și natural pentru industria producătoare de anvelope, articole tehnice și bunuri de larg consum. Tehnica modernă a necesitat cantități din ce în ce mai mari de cauciuc pentru mecanizarea transporturilor (anvelope de tractoare, mașini de ridicat, excavatoare și altele; fabricarea de furtunuri, curele de transmisie, cabluri electrice), precum și în industria bunurilor de consum (încălțăminte, îmbrăcăminte de protecție, articole sanitare și altele), cerințe imposibil de acoperit integral de cauciucul natural. La acel moment producătorii de cauciuc sintetic în lume erau URSS (începând din 1932), Germania (înainte de-al Doilea Război Mondial) și SUA și Canada (în preajma momentului conflagrației mondiale). În 1962, în țară s-a importat aproximativ 270 000 de anvelope și 25 000 de tone de cauciuc natural.
În urma Revoluției ungare din 1956, România a câștigat stabilitate politică, care a fost imediat investită în politica externă și comercială, și mai puțin în reforme interne. În contextul în care Nikita Sergheevici Hrușciov a dorit crearea unei comunități economice socialiste care să rivalizeze cu Comunitatea Europeană, s-a venit cu propunerea în 1962 ca prin Consiliul de Ajutor Economic Reciproc (CAER) să se organizeze specializarea țărilor din Blocul comunist, cu posibilitatea creării unei structuri suprastatale, care amenința dezvoltarea industrială a țării. Ideea creării a fost combătută de Cehoslovacia, Ungaria, Polonia și cu promptitudine de către România, indignată că organizația economică ar putea avea un drept în a „recomanda” unui stat suveran să se specializeze în agricultură. România, a cărei elită politică a devenit din ce în ce mai naționalistă în acea perioadă, s-a arătat deschisă către o industrializare forțată autarhică.
Pentru a-și exprima independența și libertatea națională față de URSS, România, stat puțin dezvoltat pe o perioadă lungă de vreme, a dorit să-și construiască baza industriei grele, continuând în fapt o politică veche, extinsă pe durata unui secol, de a putea produce la nivel de stat materii prime. Politica aceasta se afla în contradicție cu obiceiul URSS care furniza statelor satelit est-europene resurse naturale, care ulterior erau prelucrate și retrimise în blocul sovietic. Regimul Gheorghe Gheorghiu-Dej a investit semnificativ în industria constructoare de mașini, achiziționând tehnologie și echipamente de la furnizori străini pentru a exploata resursele naturale proprii, în special resursele însemnate de petrol pentru transformarea acestuia în diferite bunuri. În ceea ce privește aceste bunuri, regimul din România dorea exploatarea petrolului pentru a produce cauciuc sintetic și a reduce importurile de cauciuc natural în 1957, căutând pe piața mondială cumpărarea unei fabrici de cauciuc sintetic butadien-stirenic (SBR), un înlocuitor mai puțin costisitor, dar mai eficient și rezistent decât cauciucul natural, fiind potrivit pentru anvelope și benzi de rulare.
La începutul mandatului lui Lyndon B. Johnson, Gheorghe Gheorghiu-Dej a comunicat oficialilor americani că achiziționarea unei fabrici de cauciuc sintetic este urgentă pentru dezvoltarea industrială a României. După Declarația cu privire la poziția Partidului Muncitoresc Romîn în problemele mișcării comuniste și muncitorești internaționale adoptată de Plenara lărgită a C.C. al P.M.R. din aprilie 1964, când s-au afirmat public eforturile către o mai mare autonomie față de Uniunea Sovietică, SUA a devenit mai receptivă la posibilitatea acordării licenței de producție.
Dialogul a avut la bază continuarea politicii de destindere a lui John F. Kennedy din ultima parte a mandatului, care a sprijinit comerțul cu statele est-europene și doctrina coexistenței pașnice, mai ales după Criza rachetelor cubaneze (1962). Venirea la putere a lui Lyndon B. Johnson a dus la cererile statelor satelit a unei autonomii mai mari față de URSS, care urmau doctrina diferitelor căi către socialism a lui Nikita Sergheevici Hrușciov din 1956. În scopul încurajării unei astfel de divizări, administrația Johnson a urmat o politică de diferențiere, în care SUA răsplătea statele comuniste cu o mai mare autonomie față de URSS sau care adoptau reforme interne cu caracter liberal, scopul final fiind slăbirea relațiilor SUA cu URSS și impulsionarea unor reforme interne care duceau spre respectarea drepturilor omului sau democrație, în momentele când statele aveau nevoie de sprijinul strategic sovietic: România în relația cu industrializarea și a cazului particular al fabricii de cauciuc și Polonia cu problema Liniei Oder-Neisse.
Cu acest sprijin din partea SUA (începând din 1963) și cu spațiul de manevră prin încercările României de mediere a disputei sino-sovietice, Președintele Comitetului de Stat al Planificării, Gheorghe Gaston-Marin, a prezentat căutarea țării pentru o politică economică independentă. Acțiunea a fost subliniată de acuzarea de către Gheorghe Gheorghiu-Dej în Declarația din 1964 privind CAER-ul suprastatal și a oricărei tentative de lovituri de stat sovietice. În acest fel România a devenit prima țară din Blocul comunist care a stabilit legături comerciale independente cu Europa de Vest prin căutarea de tehnologie, în schimbul materiilor prime și al manufacturii la prețuri mai mici prin planificarea lui Alexandru Bârlădeanu, responsabil în economia țării în perioada anilor 1960–1965.
După refuzul URSS de a livra utilaje pentru Combinatul siderurgic din Galați, acestea au fost cumpărate din Franța și Marea Britanie. După achiziționarea combinatului de cauciuc sintetic din Uniunea Sovietică și pornirea în 1963 la Onești, se dorea și exportul de cauciuc sintetic rezistent la uzură, cu licență americană. România a intrat în discuții în scopul cumpărării unei tehnologii americane moderne de fabricare a cauciucului sintetic, din cadrul procesului de industrializare, întrucât această ramură a industriei din SUA era superioară celei din URSS la acel moment. Gheorghe Gaston-Marin a înaintat oficialilor din SUA o listă de 15 fabrici pe care țara se angaja să le cumpere de la companii americane, în fruntea ei fiind o fabrică de cauciuc poliizoprenic (tip cu proprietăți de uzură mai bune decât cauciucul natural) și o alta de cauciuc polibutadienic, fiecare cu o capacitate de 30 000 de tone. În același timp, se urmărea prestigiul internațional de a avea cele mai avansate echipamente de fabricație din Blocul comunist și o industrie de export. SUA a refuzat să ofere licențe în cadrul unor astfel de tranzacții, Departamentul Apărării al Statelor Unite ale Americii motivând inițial în cadrul negocierilor din perioada 28 mai – 1 iunie 1965 avute între delegația condusă de Averell Harriman⁠(en)[traduceți] și cea română condusă de Gheorghe Gaston-Marin că, deși sprijină cu cordialitate vânzarea fabricilor, există scepticism deoarece:
| |  | |
| Gheorghe Gheorghiu-Dej, președintele Consiliului de Stat al României, autorul acțiunii unei mai mari autonomii și libertăți naționale a țării față de URSS, ce prevedea și continuarea vechii politici antecomuniste de industrializare și independență în producție de bază |  | Lyndon B. Johnson, președinte al SUA, continuator al politicii de destindere a lui John F. Kennedy și autorul celei de diferențiere, care răsplătea statele comuniste care derulau reforme cu scop de independență față de URSS sau adoptau un caracter parțial liberal |

- cele două tipuri de cauciuc sintetic au întrebuințări militare: poliizoprenul putând fi folosit la anvelope pentru aeronave, camioane mari și vehicule de teren, în caz de război producția lui reprezentând un avantaj dacă accesul României la cauciuc natural era întrerupt.[21]
- Central Intelligence Agency a declarat că capacitatea de producție a fabricii de polibutadienă depășea necesitatea României la acea vreme, iar în același timp în URSS exista un deficit de cauciuc sintetic pentru anvelope de aeronave, Departamentul Apărării exprimându-și îngrijorarea că producția românească avea să se îndrepte către consolidarea armatei sovietice.[20]

În orice caz, serviciul de informații american nu cunoștea la acea vreme că în Uniunea Sovietică exista deja capacitatea de producere a poliizoprenului până în martie 1964 și care putea fi folosit în anvelopele de autobuze și camioane, iar pe de altă parte planul cincinal românesc pentru 1966–1970 prevedea o creștere semnificativă a producției de cauciuc sintetic. Deficitul sovietic a fost completat cu importul din Polonia, Cehoslovacia, Bulgaria și Germania de Est. Robert McNamara din cadrul Departamentului Apărării a concluzionat ulterior că URSS avea propriile surse de cauciuc sintetic și că o producție mai mare în România nu ar fi schimbat status quo-ul, această concluzie reieșind apoi din exportul României de SBR în principal către Germania de Vest.
După încheierea negocierilor între Harriman și Gaston-Marin a fost trimisă o delegație pentru a căuta o companie americană dispusă să vândă echipamente și know-how pentru două fabrici de cauciuc sintetic, în urma vizitelor mai multe companii s-au arătat interesate, două dintre ele fiind Firestone⁠(en)[traduceți] și Goodrich-Gulf⁠(en)[traduceți]. De asemenea, s-a vizitat și o fabrică a Goodyear din Beaumont⁠(en)[traduceți] (Texas), dar care la acel moment funcționa pe pierdere din cauza cerințelor mari de energie. Goodyear și Firestone au solicitat și primit licențe pentru exportul de tehnologie în România de la EXIM Bank⁠(en)[traduceți] iar Goodyear a trimis tehnicieni în țară pentru negocieri, însă au fost refuzați din cauza procedeului ineficient de producție. Politica companiei s-a schimbat în octombrie 1964 și nu a mai dorit vânzarea, în schimb Firestone și Goodrich-Gulf au început negocierile cu statul român. În această situație, Goodyear, pusă în perspectiva pierderii unui potențial contract de vânzare cu România de peste 40 de milioane de dolari, a încercat o strategie de marketing unde să apeleze la sentimentul anticomunist al consumatorilor, într-un atac la adresa concurenței care se afla în negocieri. O parte a populației din SUA a fost îngrijorată de vânzarea de tehnologie către comuniști, cu toate că în discuțiile purtate între state nu s-a stabilit niciodată un ajutor economic. Președintele Goodyear, Russell DeYoung, a transmis Departamentului Apărării că se opune vânzării fabricilor către România din mai multe motive, în fapt mesajul adresându-se publicului.
- tehnologia americană de producție a cauciucului sintetic era unică în Occident și ar trebui folosită doar de lumea liberă; iar SUA ar trebui să se îngrijoreze că România ar putea da tehnologia sovieticilor;[24]
- din punct de vedere militar, o astfel de politică ar putea bloca producția SUA;[24]
- din punct de vedere economic, producția românească ar da peste cap piața mondială a cauciucului, subminând economia unor țări subdezvoltate producătoare de cauciuc natural precum Malaysia și care s-ar răsfrânge asupra relațiilor comerciale ale acestora cu SUA;[24]
- tot pe plan economic, România și alte state din blocul comunist ar fi obținut puterea de a duce un război economic împotriva Statelor Unite prin creșterea producției de cauciuc sintetic și capabilități de producție mai avansate.[24]

en și Gheorghe Gaston-Marin la Washington, în 3 iunie 1964.

În cazul celui de al doilea motiv, ideea a fost considerată absurdă de autorul Ryan Floyd (Universitatea Yale), întrucât în SUA exista un surplus de cauciuc sintetic. La al treilea motiv, o creștere a producției cu 60 000 de tone lungi abia ar fi afectat piața globală de 3,9 milioane de tone lungi, unde oricum un expert a propus o creștere a producției ca urmare a cererilor tot mai mari în lume. Al patrulea motiv a fost considerat tot nefondat întrucât România, tocmai prin deschiderea față de SUA, avea interesul respectării angajamentelor și în același timp nu avea capacitatea industrială de a concura cu Occidentul.
Acordul cu Firestone a fost realizat în mod neoficial, însă a căzut în momentul bombardamentelor americane din Vietnamul de Nord⁠(en)[traduceți] (1965), când concurența a făcut aprecierea privind „vânzarea Americii în avale pe râul Roșu”. În același an, România a vândut Republicii Populare Chineze 60 de tractoare, iar televiziunea CBS a prezentat evenimentul, unde a lăudat pragmatismul românilor prin a vinde tractoare asamblate din piese importate, inclusiv din Occident. Într-o secvență s-a putut vedea marca comercială Goodyear a anvelopelor, ce a determinat o anchetă oficială din partea Departamentului Apărării în cazul Goodyear pentru a se afla cum au ajuns anvelopele în România, în condițiile în care compania nu a solicitat o licență de export pentru a vinde bunuri cu potențială utilizare militară. Răspunsul companiei a fost că vina aparține partenerilor din vestul Europei, care au eludat regulile privind exportul de asemenea bunuri.
URSS a concurat cu firme britanice și japoneze în contractul pentru construirea combinatului de cauciuc sintetic și a împiedicat orientarea României către Occident, oferind avantaje financiare și tehnologice, favorabile față de ofertele celorlalte companii. În urma tratativelor încheiate la Moscova în 2 decembrie 1956 între delegațiile guvernamentale ale Republicii Populare Romîne și Uniunii Sovietice s-a hotărât construirea combinatului. Acesta a fost achiziționat în 1957 și finalizat în 1963, fiind amplasat în Complexul chimic Onești-Borzești. Până în 1964 se produceau 20 000 de tone de cauciuc sintetic.

### Construcție și fabrici
Combinatul de cauciuc sintetic și produse petrochimice Onești a fost proiectat de Institutul de Stat pentru Proiectarea Întreprinderilor Industriale din Industria Cauciucului (în rusă Государственный институт по проектированию производственных предприятий каучуковой промышленности – GHIPROCAUCIUC) din Moscova începând din 1956, simultan cu Combinatul de cauciuc sintetic din Sumqayıt, Republica Sovietică Socialistă Azerbaidjană, pe baza aceluiași proiect, potrivit unui autor. Combinatul din Sumqayıt a fost pornit în anul 1958 iar cel din Onești în 1962, cu o întârziere de peste trei ani, din cauza pregătirii asistenței tehnice inițiale din Iaroslavl în producția de cauciuc din alcool și nu cel SBR (din engleză styrene-butadiene rubber). IPROCHIM a proiectat construcțiile și utilitățile întreprinderii. Acesta era primul combinat de cauciuc sintetic din țară, unde s-a prevăzut fabricarea cauciucului sintetic butadien-alfa-metilstirenic polimerizat la rece și de uz general, în diferite sorturi: cu procent variabil din cei doi monomeri, fără ulei sau cu conținutul de ulei dorit și altele, având ca materie primă cea mai ieftină gazele de cracare din rafinarea petrolului și gazele de sondă. Combinatul urma să ocupe o suprafață de 100 de hectare.
Calificarea cadrelor a avut loc în combinate de același tip din URSS, unde la începutul anilor 1960 au fost prezente cinci grupuri de ingineri și tehnicieni români din Onești care au făcut practică în combinatul din Sumqayıt. S-a mai aplicat principiul pregătirii specialiștilor ce urmau a deține posturi de conducere în secții prin numirea acestora ca reprezentanți ai beneficiarului, unde să urmărească și recepționeze fazele de realizare pe șantier, incluzând lucrările de execuție fizică, probele și încercările mecanice și punerea în funcțiune. De asemenea, în timpul construcției (montaj și punere în funcțiune) s-a asigurat asistență tehnică din partea personalului sovietic condus de inginerul Koniuskov, format din specialiști proveniți din combinatul de cauciuc sintetic din alcool de la Iaroslavl, care datorită profilelor diferite de producție între combinate nu au putut interveni substanțial. Combinatul din Iaroslav⁠(ru)[traduceți] a fost prima uzină din lume ce a produs cauciuc sintetic începând din 1932, după metoda lui Serghei Lebedeev⁠(en)[traduceți] descoperită în anul precedent de obținere din alcool alimentar, obținut la rândul lui din cartofi la Distileria Iaroslav⁠(ru)[traduceți]. Pe de altă parte, unele cadre sovietice pregătite ce trebuiau să ajungă la Onești erau urmărite de agenția de informații KGB și respectiv NKVD și nu li s-a permis emigrarea în România, astfel acestea au fost înlocuite cu agenți ai NKVD, dar care nu aveau o pregătire tehnică.
Plata creditului industrial, ce consta în proiecte ale GHIPROCAUCIUC, utilaje și apartură de măsură și control de la uzine din URSS, a fost eșalonată pe o perioadă de zece ani începând de la data intrării în funcțiune. S-a estimat livrarea proiectelor în perioada 1958–1959.
Muncitorii constructori, tehnicienii și inginerii prezenți pe șantier au fost de ordinul miilor. Organizarea șantierului a fost încredințată Trustului de Construcții nr. 13 din București, inițial construindu-se 100 de barăci pentru cazarea muncitorilor, apoi drumurile de acces, liniile de racord de cale ferată și magaziile de materiale. În perioada de vârf a construcției, s-a estimat primirea pe șantier a 600 vagoane de materiale zilnic. Din cauza unor greșeli de proiectare, evenimente imprevizibile sau nerespectarea normelor de protecție a muncii au murit în total 25 de oameni în timpul construcției. O astfel de greșeală de proiectare a GHIPROCAUCIUC a reprezentat montarea de robinete mai mari de 80 mm din fontă, unde unul de 300 mm, în urma unui șoc hidraulic și spargerii ulterioare, a dus la moartea prin fierbere a unui inginer grec. Acesta era unul dintre muncitorii fără cetățenie română. Evenimentul a dus la schimbarea în România a robinetelor mai mari de 80 de mm în diametru cu robinete din oțel.
O parte semnificativă a inginerilor care au lucrat la șantierul combinatului au fost recrutați mai târziu pentru construcția combinatelor de la Brazi și Pitești.

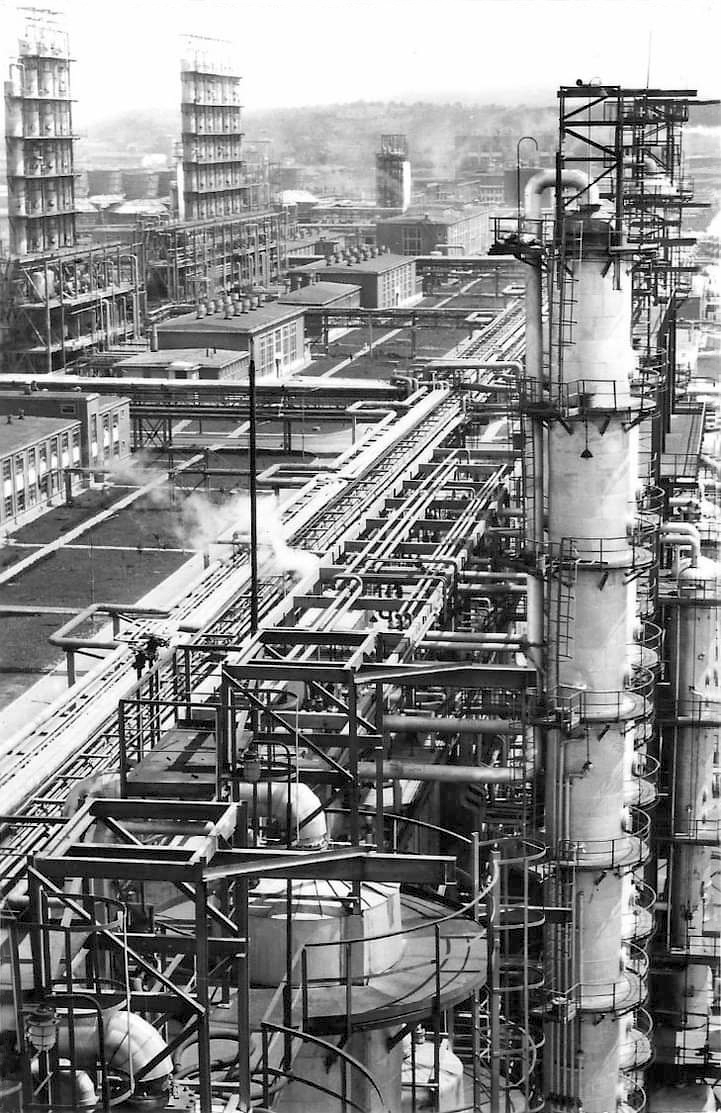
Combinatul văzut dintr-o instalație, în anii 1960–1970

Construcția combinatului a prevăzut utilizarea unor tehnologii și utilaje noi precum reactoare cu pat fluidizat, reactoare adiabatice, autoclave de polimerizare la rece, rezervoare sferice și o automatizare avansată, cu randamente în plan cu condiția respectării parametrilor de fabricație și utilizarea unor catalizatori superiori calitativ. Inițial existau peste 50 de obiective industriale în construcție, cea mai mare parte din instalații fiind importate din URSS, iar o altă parte aduse de la uzine metalurgice din țară precum „Vulcan”, „Independența”, „Progresul” și altele. Utilajele pentru separarea, uscarea și ambalarea cauciucului sintetic au fost importate din Republica Federală Germania. Întregul complex de producere a cauciucului sintetic și secțiile de fenol și acetonă au fost livrate pe bază de credit de către URSS. Instalația de fabricare a stirenului avea proiectul și utilajele realizate în țară, cu excepția părții de distilare importate din Italia. Instalațiile combinatului au fost prevăzute a folosi automatizarea atât în controlul fabricației, cât și în producția propriu-zisă.
Instalația de obținere a frigului a fost mai mare unitate de acest fel din Europa, fiind proiectată de GHIPROCAUCIUC din Moscova cu o capacitate de 36 milioane de kilocalorii pe oră și cu agentul frigorific propan-propilena, fluid cu potențial ridicat de aprindere și explozie obținut din circuitul tehnologic de fabricare a izopropilbenzenului. Construcția stației a revenit companiei ČKD din Praga, care prin cerințele contractului a fost prezentă începând de la construirea fundațiilor până la punerea în funcțiune. Puterea instalației a fost de 18 000 kW, fiind cel mai mare consumator de curent din țară concentrat într-o singură clădire, constituit din 6 turbocompresoare (din care unul avea un motor cu putere de 3000 kW) cu pretenții severe de exploatare în privința vibrațiilor mecanice ce nu trebuiau să depășească limita de 5 microni amplitudine. Unul din cei mai mari consumatori de frig era secția D-10. Directorul tehnic al ČKD, Josef Krajcar, și directorul părții electrice, František Vaško, au fost detașați timp de 2 ani la Onești. La săpăturile fundației au fost aduși deținuți politici și de drept comun de la Penitenciarul Târgu Ocna păziți de gardieni, printre aceștia aflându-se fostul ministru de finanțe Aurel Vijoli și chirurgul Ioan Djuvara.[A]
Materia primă pentru produse a fost livrată de către rafinăriile nr. 8 Dărmănești și nr. 10 Onești, care au derulat transformări în profilul de producție în acest sens. Astfel, la Rafinăria nr. 10 s-au construit instalații pentru producția de etilenă, amestec propan-propilenă, amestec butan-butilene, n-butan, precum și de hidrocarburi aromatice purificate. Au mai fost construite o instalație de absorbție și fracționare a gazelor, o instalație de fracționare a gazelor și două instalații de cracare catalitică, construcțiile ultimei instalații desfășurându-se rapid. Pe de altă parte, la Rafinăria nr. 8 s-a construit o instalație de debutanizare care recuperează butanul și propanul din gazele de cracare, în scopul valorificării pe scară industrială a acestor gaze în producția de cauciuc sintetic.
În urma hotărârii Partidului Muncitoresc Romîn și Guvernului Republicii Populare Romîne de a amplasa Combinatul de cauciuc sintetic și produse petrochimice Onești alături de Rafinăria nr. 10, Termocentrala și Combinatul Chimic Borzești, s-a realizat o colaborare strânsă între unități pentru obținerea de eficacități economice la nivel de complex industrial. În acest sens, combinatul de cauciuc sintetic prelua gazele din rafinărie pentru prelucrare și returna gazele reziduale pentru alte întrebuințări. De la combinatul chimic se primea sodă caustică și clorură de aluminiu și se avea în vedere valorificarea de către combinatul chimic a unor gaze reziduale de la combinatul de cauciuc.

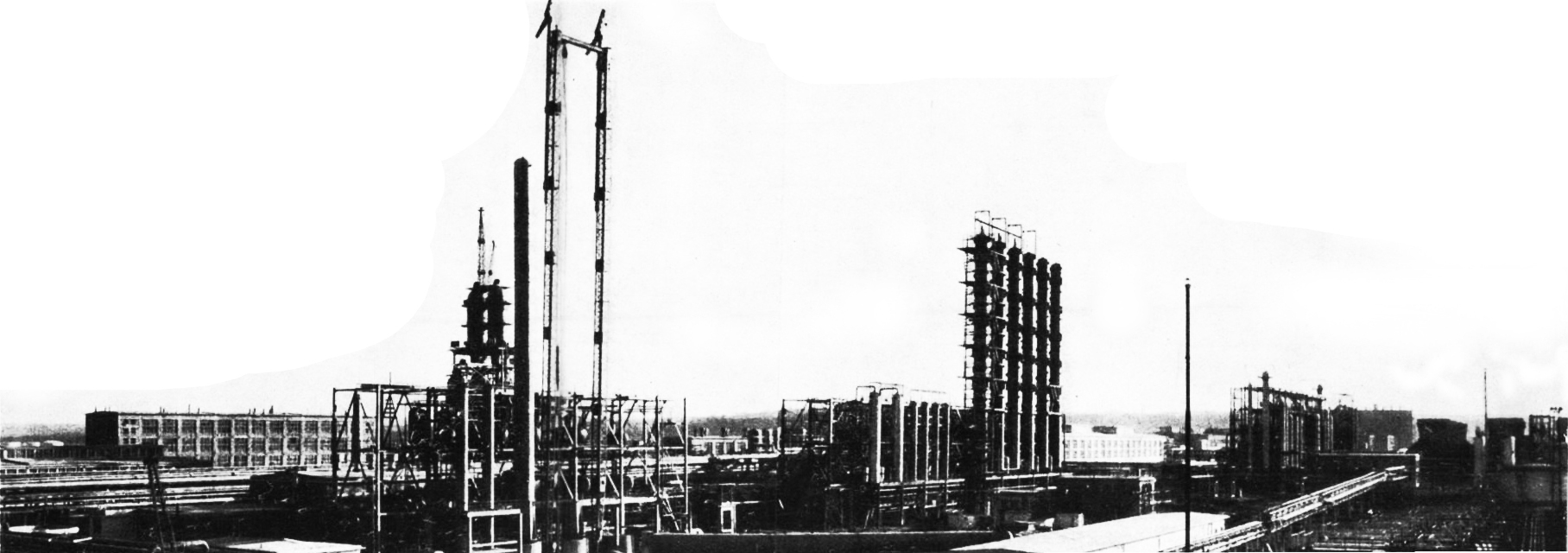
Construcția combinatului la sfârșitul anilor 1950–începutul anilor 1960, cu vedere spre instalațiile de dehidrogenare a butanului, separare a fracțiunii butan-butilene și separarea fracțiunii butilen-butadienice.

 La proiectarea construcțiilor au participat atât partea sovietică cât și cea românească, reprezentată de institutele IPROCHIM și IPC, unde s-au înaintat proiecte de folosire în primul rând a prefabricatelor și secundar a betoanelor monolit. În timpul construcției instalațiilor pentru materii prime se construiau și instalațiile combinatului de cauciuc sintetic, început în octombrie 1957. În primăvara anului 1958 s-au definitivat primele lucrări. Ulterior, s-a început construirea halei de separare a fracțiilor, dehidrogenarea butenei, polimerizarea, depozitul de cauciuc, laboratorul central, atelierul mecanic și șase turnuri de răcire. Pe șantier s-a lucrat în anumite puncte și cu prefabricate de mare tonaj și elemente înalte. Montajele, unele operate pentru prima dată în țară de către muncitori, ingineri și tehnicieni români în colaborare cu specialiști din URSS, au ridicat anumite probleme. O altă inovație a reprezentat construcția a 18 rezervoare sferice pentru depozitarea butanului, cu o capacitate individuală de 600 metri cubi, unde echipa românească de montaj a fost dirijată de cea sovietică condusă de V. M. Joffe pentru însușirea metodelor de asamblare.
Secția D6 de dehidrogenare a butenelor a reprezentat un obiectiv masiv de construcție, unde s-au montat vase, cuptoare, pompe și conducte cu un grad de complexitate mare. Secția pentru fabricarea izopropilbenzenului a cuprins mai multe obiective, printre care cel cheie a fost secția de purificare a fracției propan-propenă și cea de alchilare a benzenului cu propenă.

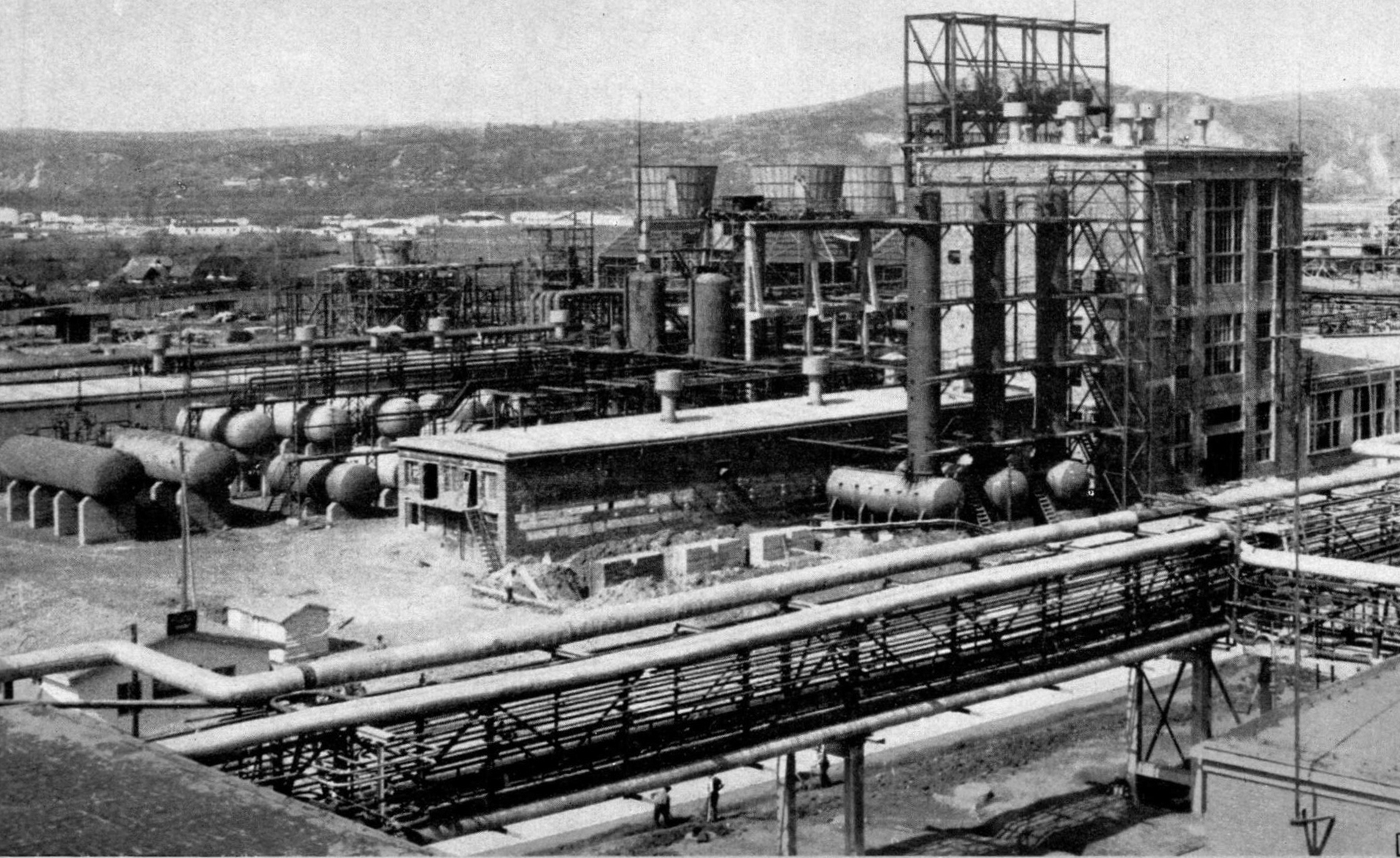
Vedere parțială a combinatului (instalația E1), cu tabăra muncitorilor (parte a Taberei Construcții Rafinărie – TCR) și un fragment din fostul sat Crișom.

Secțiile anexe și auxiliare au cuprins peste 20 de obiective, realizate paralel cu cele de montaje ale instalațiilor, printre care: laborator de control, turnuri de răcire, depozite de chimicale, materiale, utilaje, stații de pompare, stații de alimentare cu apă industrială. S-au montat și sisteme de ventilație în toate sectoarele combinatului. În trimestrului I al anului 1959 au început lucrările la instalațiile de încălzire centrală, care includ o conductă termică exterioară, cea mai importantă lucrare de instalații de pe șantier, ce lega Termocentrala Borzești de combinat și colonia de intervenție. Aceasta asigura energia calorică necesară procesului de fabricație și încălzirii clădirilor și halelor. Tot termocentrala livra și energia electrică și apa caldă. În 1959 s-au mai realizat instalații electrice și sanitare la depozitul de materiale ignifuge și la depozitul de utilaje, precum și lucrări la atelierul mecanic de aparate de măsură și control și la colonia de intervenție. Printre ultimele lucrări de construcții erau: priza de apă de pe râul Trotuș, colectorul de ape menajere și fluviale cu instalațiile de canalizare și epurare a apelor reziduale, colectorul de apă industrială lung de peste 6 km, și patru cuptoare mari. Existau în construcție la început instalații de apă, drumuri de acces, căi ferate și altele.
Conductele aeriene pe estacadele din beton sau subterane pentru abur tehnologic, aer comprimat, gaz inert și azot tehnologic, apă de răcire și de incendiu însumau o lungime de peste 800 km.
În anul 1959 a avut loc vizita unor oficiali ai Partidului Muncitoresc Romîn și guvernului. În august 1959 s-au împlinit 15 luni de la începerea primelor clădiri industriale, unde s-a ridicat într-un timp relativ scurt cea mai mare parte a clădirilor secțiilor și se lucra la instalațiile subterane și aeriene. În 1960, după definitivarea construcțiilor, s-a pregătit intrarea în funcțiune a combinatului ce ocupa o suprafață de 90 de hectare, prin montajele instalațiilor. 50 % din instalațiile combinatului au fost plasate în aer liber. De asemenea, la sesiunea Marii Adunări Naționale, cu ședința din decembrie 1959 despre planul de stat pe 1960, deputatul din Regiunea Bacău, Silviu Opriș, a ridicat propunerea plasării instalațiilor din industria chimică în aer liber pentru obținerea de economii. Ministerul Industriei Petrolului și Chimiei a luat măsuri în cazul constatării unor exagerări în construcția combinatului prin desfacerea zidurilor clădirilor și permiterea aerisirii directe. În general, aerisirea construcțiilor nu reprezenta doar economie, dar și evitarea utilizării sistemelor de ventilație numeroase și costisitoare și asigurarea în același timp a protecției muncii.
În 1957 s-a fixat ca termen de intrare în funcțiune, în cadrul primei etape, a instalațiilor de producere a cauciului sintetic 30 iunie 1960, cu o capacitate de 25 000 de tone anual. Restul lucrărilor erau rezervate terminării capacității finale. Conform Hotărârilor Congresului al III-lea al Partidului Muncitoresc Romîn din 1960, în cadrul planului șesenal trebuia să intre în funcțiune combinatul de cauciuc sintetic, cu capacitatea de producție 50 000 tone/an și cu materia primă din gaze petroliere. Cauciucul rezultat urma să fie utilizat la fabricarea de anvelope pentru autoturisme, autocamioane, tractoare, precum și a unor bunuri de larg consum. Odată cu intrarea în producție a fabricii de anvelope „Danubiana” din Popești-Leordeni, atunci în construcție, se plănuia ca în 1965 să se producă 1,1 milioane de anvelope din cauciuc sintetic livrat de combinat, unde o parte era destinată și exportului.
În anul 1962 a intrat în funcțiune prima instalație de producere de fenol și acetonă din cadrul combinatului. Primul director a fost inginerul Anton Moldoveanu. Directorul tehnic a fost Vasile Davidescu, pregătit superior în Germania antebelică la inițiativa proprietarilor din Royal Dutch Shell ai rafinăriei Astra Română, unde a fost numit inginer șef. În același an a intrat în funcțiune fabrica de anvelope din Popești-Leordeni, complet automatizată, cu o capacitate de producție de 1 000 000 anvelope/an care acoperea consumul intern și asigura cererile din export. În același timp, fabrica de anvelope „Victoria” din Florești a putut fi reprofilată, prin dezvoltarea capacității la 330 000 anvelope de autotractor și 2 000 000 de anvelope pentru vehicule ușoare.
În 20 iunie 1962 combinatul a fost vizitat de delegația de partid și guvernamentală a Uniunii Sovietice condusă de Nikita Sergheevici Hrușciov, împreună cu Gheorghe Gheorghiu-Dej, Ion Gheorghe Maurer, Gheorghe Apostol, Nicolae Ceaușescu, Gheorghe Gaston Marin (președintele Comitetului de Stat al Planificării), Corneliu Mănescu (ministrul afacerilor externe), Mihail Florescu (ministrul industriei petrolului și chimiei), alți oficiali precum Gheorghe Roșu (prim-secretar al Comitetului regional Bacău al P.M.R.), Ștefan Boboș (președintele sfatului popular al regiunii Bacău) și alți reprezentanți ai organelor locale de partid și de stat.
În 1963 a existat un risc iminent de explozie care ar fi distrus o parte semnificativă din combinat, când un consumator mare de frig a oprit consumul fără un anunț la stația de frig, iar ca urmare presiunea agentului frigorific propan-propilenă a crescut brusc și o supapă de siguranță s-a blocat în poziție deschisă. Astfel, secția a fost cuprinsă de gaze explozibile. În lipsa altei soluții s-a oprit funcționarea întregului combinat prin decuplarea stației de distribuție a energiei electrice, care se afla în imediata apropiere, pentru fiecare secție existând consecințe negative. Cu o altă ocazie a avut loc o explozie puternică la instalația de fabricare a fenolului ce a produs o undă de șoc și spargerea geamurilor până la o distanță de 5 km, instalația de fenol rămânând în flăcări iar coloana de oxidare pentru producerea hidroperoxidului de izopropilbenzen⁠(en)[traduceți] fiind retezată la 2 m de vârf, partea aruncată în aer cu o greutate de circa două tone ajunând la o înălțime de circa 150 m. În acest context, partea sovietică a făcut cadou o sursă radioactivă cu radiații gama pentru radiografierea sudurilor importante.
Între 12 și 14 noiembrie 1963 a avut loc o altă vizită a lui Gheorghe Gheorghiu-Dej, Alexandru Drăghici, Leonte Răutu, Gheorghe Gaston Marin și Mihail Florescu (ministrul industriei petrolului și chimiei) în noile unități chimice din țară, printre care și combinatul de cauciuc sintetic și produse petrochimice, când capacitatea era de 18 000 tone fenol, 11 000 tone acetonă, 50 000 tone cauciuc sintetic și 6 500 tone polistiren.
În 20 aprilie 1966 combinatul din orașul Gheorghe Gheorghiu-Dej a fost vizitat de Iosip Broz Tito împreună cu soția sa și Chivu Stoica și Emil Bodnăraș. În septembrie același an Complexul Industrial Onești-Borzești și orașul au fost vizitate de Nicolae Ceaușescu și de Ion Gheorghe Maurer.

#### Fabrica de cauciuc sintetic
A existat la început tendința ca la stabilirea profilului combinatului să se introducă producția de cauciuc de tip S.K.B. din alcool etilic, metodă patentată de Serghei Lebedeev⁠(en)[traduceți] în 1931. Însă posibilitatea valorificării n-butanului din gazele de sondă și a n-butanului și n-butenului din fracția C4 de la instalațiile de absorbție-fracționare gaze din cadrul rafinăriilor a dus la modificarea deciziei. Butilenele erau separate din gazele de rafinărie. La alegerea tipului de cauciuc sintetic de produs s-a avut în vedere crearea unui tip cu utilizare universală, similar S.K.S./G.R.S. (din engleză Government Rubber-Styrene, adică Government controlled styrene rubber, denumire utilizată în SUA). Din materie primă ușoară (petrol), bogată în etan, rezultă 1,5% butadienă și din cea grea până la 15%.
La al doilea monomer s-a ales α-metilstirenul, care poate fi obținut și din benzen prin dehidrogenarea izopropilbenzenului format. Procesul urma copolimerizarea la rece a butadienei cu α-metilstiren, folosind săpunul de colofoniu drept emulgator. Ambele materii (butadienă și α-metilstiren) aveau să se producă în combinat, și se diferenția de alte uzine care foloseau stirenul în polimerizare. În aceeași instalație, cu completări mici, se puteau obține tipurile S.K.S. și S.K.N. (cauciuc sintetic butadien-nitril acrilic).
Se prevedea posibilitatea producerii cauciucului cu adaos de 15% – 17% ulei mineral, cu aceleași proprietăți fizico-mecanice și chimice ca ale cauciucului fără ulei, dar cu un preț mai mic și o prelucrare mai bună și ușoară în industria prelucrătoare. O estimare menționa o creștere a producției de cauciuc de la 50 000 la 60 000 tone/an dacă tot sortimentul s-ar fi realizat cu ulei, fără alte investiții.
În 1963 s-a obținut primul cauciuc sintetic românesc, prin copolimerizarea în emulsie a butadienei cu α-metilstiren, purtând denumirea comercială CAROM. În aceeași perioadă a început să producă și instalația de polistiren. În prima etapă era estimat să producă 25 000 tone/an de cauciuc sintetic. Cauciucurile sintetice de tip butadien-stirenic înlocuiau cauciucul natural în proporție de 50–60 %, fără a compromite produsele fabricate din ele. În industria prelucrătoare, cea mai consumatoare a fost cea a transporturilor autor, în special în anvelope. Din cantitatea de anvelope fabricate, circa 70 % reprezentau anvelope grele de camion și tractor și numai 30 % anvelope ușoare, datorită mecanizării agriculturii, volumului de construcții civile și industriale și a transportului auto.
Dezvoltarea industriei de prelucrare a cauciucului a dus direct la creșterea și îmbunătățirea producției de negru de fum la 33 177 tone în 1963 față de 657 tone în 1938, materia primă fiind produsă de fabrica „Carbosin” din Copșa Mică. În dezvoltarea industriei de anvelope s-a îmbunătățit, în paralel, și calitatea prin durata medie de rulare crescută cu peste 12 % în doi ani.
La Muzeul Național de Istorie a României se află un eșantion comemorativ din primul cauciuc produs de combinat, datat în luna mai 1963.

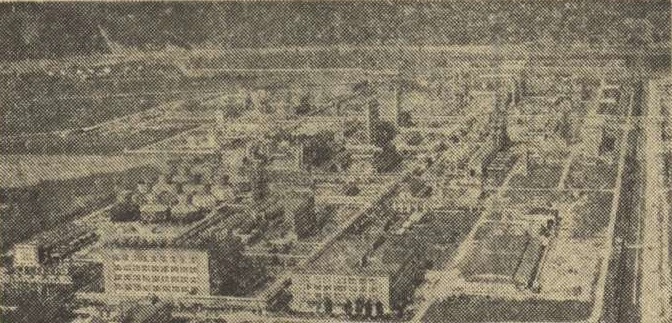
Vedere aeriană cu combinatul, dinspre intrare

În 1970 a intrat în fabricație a patra linie de cauciuc și s-a obținut în acel an o cantitate de 70 000 tone cauciuc sintetic. Sortimentele de cauciuc sintetic fabricate erau: CAROM 1500: pentru anvelope de automobile, tractoare, scutere, motociclete, articole tehnice, benzi transportoare, curele de transmisie și alte articole la care se cer proprietăți fizice bune și rezistență. CAROM 1502: pentru articole tehnice negre și colorate, articole sanitare, pânză cauciucată, covoare. CAROM 1503: pentru bunuri de larg consum, în special încălțăminte. CAROM 1712: pentru izolații pentru cabluri și fire, articole tehnice, anvelope și alte aplicații. În același an, în cadrul combinatului au început să fie produși copolimeri stirenici de tip AS (acrilometil stirenic) și ABS (acrilo-metil-butadien stirenic), care au o rezistență mecanică superioară.
CAROM 1712 a apărut în 1965, fiind un cauciuc cu adaos de ulei rezidual, fiind rezistent la lumină și uzură, decolorare și care putea fi prelucrat pentru a avea culori vii. Acesta a atras atenția mai multor ramuri industriale: industria automobilelor, anvelopelor, încălțăminții, confecțiilor, uz casnic, utilaje medicale și de laborator și altele.
În același an principalul consumator de cauciuc sintetic brut a fost fabrica de anvelope „Danubiana”, care comercializa produsele sub marca Danubiana și exportând în 24 de țări din Europa, Asia și Africa. Potrivit Directivelor celui de-al IX-lea Congres al P.C.R., în 1970 cantitatea de cauciuc sintetic produsă în România trebuia să crească de 1,7 ori, iar cea a anvelopelor de 1,5 ori față de nivelul anului 1965.
În septembrie 1976 a intrat în funcțiune o nouă secție de cauciuc poliizoprenic. Capacitatea mondială pentru cauciuc poliizoprenic a fost de de aproximativ 1 500 000 tone și era concentrată în Asia și Europa de Est. Principalii producători erau: V/O Raznoimport din URSS (81 %), Onești (7 %) și Brazi (3 %), Japan Synthetic Rubber Co. (2 %) și Nippon Zeon Company (3 %), Goodyear Tire and Rubber Company din SUA (4 %), Shell Nederland Chemie BV (3 %). Fabricația a fost sistată la Onești în anul 1991.
În 1979 combinatul a realizat 98,5% din producția de cauciuc sintetic la nivel național.
Combinatul cuprindea următoarele tehnologii de bază:
1. instalațiile de obținere a butadienei;[27]
2. instalațiile de obținere a  α-metilstirenului;[27]
3. instalațiile de polimerizare și obținere a cauciucului.[27]

Mai existau o serie de instalații auxiliare și anexe pentru fabricarea catalizatorilor, obținerea aerului comprimat și a gazului inert, un atelier de aparate de măsură și control, ateliere mecanice, instalații pentru protecția anticorosivă și altele.

##### Instalația de butadienă
Instalațiile de obținere a butadienei din n-butan și n-butan-butilene (butene) în cadrul combinatului au fost construite la un nivel tehnic avansat din punctul de vedere al procesului tehnologic, al concepției montajului și al soluțiilor constructive de aparatură. Cu excepția unor utilaje cu anumite condiții tehnologice, restul erau amplasate în aer liber, ducând la economie și siguranță în exploatare. De asemenea, acestea erau mult mecanizate și automatizate și cu o conducerea centralizată a procesului pe instalații.
Butadiena era obținută prin dehidrogenarea catalitică a n-butanului în pat fluidizat într-un sistem reactor-regenerator, în care căldura reacției de dehidrogenare era obținută prin intermediul catalizatorului aflat în circulație. Dehidrogenarea în două trepte (treapta I în pat fluidizat, treapta a II-a în reactor adiabatic) se utilizează în condițiile folosirii ca materie primă n-butanul și și n-butenele, cum a fost cazul în combinat.
În prima treaptă rezulta butene în reactoare cu catalizatori în formă de praf, în pat fluid. În acest proces avea loc separarea intermediară a butanului și butenelor. Avantajele procesului în două trepte, pe lângă utilizarea catalizatorului ca purtător de căldură, mai era crearea unui proces continuu cu catalizator în circuit închis, asigurarea unui contact intim între catalizator și materia primă supusă dehidrogenării și posibilitatea utilizării unor agregate de capacitate mare. Dezavantajele erau dominate de eroziunea unor circuite și pierderile de praf de catalizator cu gazele de reacție.
Separarea butanului de butene era realizată prin distilare extractivă cu soluție apoasă de acetonă. Butanul separat era recirculat la dehidrogenare în pat fluidizat, iar butenele transferate la o a doua treaptă de dehidrogenare în cuptoare adiabatice, folosind aburul ca diluant și purtător de căldură. Gazele de contact obținute la dehidrogenarea butenelor erau răcite, căldura lor fiind recuperată pentru producerea de abur și erau supuse ulterior unor operații de comprimare absorbție-desorbție și distilare în scopul separării fracțiunii butilen-butadienice.
De aici, separarea butadienei din fracțiunea butilen-butadienică se realiza prin procedeul chemosorbției cu săruri cupro-amoniacale, invenție a cărui autor principal a fost inginerul Pincu Sfartz din cadrul combinatului, brevetată cu nr. 66672, alături de colaboratorii inginer Petre Bunea, directorul general al combinatului, și inginerul Mircea Labă, șeful secției D-10. După aplicarea invenției a crescut randamentul de extragere a butadienei cu o economie de 50 milioane lei pe an, fiind dezafectate 16 utilaje în greutate totală de 48 tone.
În final, butadiena brută era supusă rectificării, obținându-se butadiena de puritatea necesară polimerizării.
Din fracțiunea butan-butilene se separa și izobutanul prin distilare fracționată, iar izobutilenele erau separate prin absorbție în acid sulfuric cu concentrația 65 %.
În 1980 a fost pusă în funcțiune instalația de oxidehidrogenare a n-butenelor în butadienă într-o singură treaptă, după o licență Petro-Tex (Houston, Texas), după ce tehnologia a fost dezvoltată de Petro-Tex (în 1965) și Phillips Petroleum Co., (din Borger, Texas, în 1971), ulterior procedeul fiind extins în Europa, Japonia și alte zone.

##### Instalația de α-metilstiren
Alegerea α-metilstirenului a fost motivată de raportul calităților tehnologice și raportul eficacității economice față de stiren, unde se evită o serie de dificultăți specifice stirenului, mai ales la recuperarea monomerilor nereacționați la polimerizare, precum autopolimerizarea în coloanele de degazare a latexului. Utilizarea α-metilstirenului s-a reflectat și în corelarea economică a producției de cauciuc sintetic cu alte produse petrochimice, utilizând izopropilbenzenul atât la obținerea acestui monomer dar și la fabricarea fenolului și acetonei.

##### Instalația de polimerizare și obținere a cauciucului
Copolimerizarea butadienei și a α-metilstirenului se realiza în emulsie la temperatura de +5° C, în proces continuu, unde se folosea ca inițiator al reacției hidroperoxidul de izopropilbenzen⁠(en)[traduceți], produs tot în combinat, și un sistem redox activ. Avantajul procedeului la rece față de cel la cald era realizarea unei structuri mai omogene a cauciucului, evitându-se formarea de lanțuri moleculare scurte alături de cele lungi, lucru care se reflecta în calitatea produsului prin proprietățile fizico-chimice. De asemenea, cauciucul nu necesita depolimerizare prealabilă la prepararea amestecurilor, operație care ducea de obicei la degradarea parțială a cauciucului.
Pe baza cercetărilor întreprinse în URSS, Republica Democrată Germană și în altele, exista posibilitatea reglării procesului de polimerizare pentru obținerea unui cauciuc moale, care să nu mai necesite termoplastifiere oxidativă.
Cauciucul din butadienă copolimerizată cu α-metilstiren prezintă aceleași calități cu cauciucul butadien-stirenic, fiind foarte asemănătoare în materie de proprietăți fizico-mecanice, însă este superior celui stirenic în rezistența la întindere. Procedeul de producție ales a avut efecte economice favorabile prin utilizarea directă a gazelor de rafinării, fără a mai fi necesară construirea unei instalații separate de etilenă pentru producția de stiren.

##### Instalația de cauciuc poliizoprenic
În scopul eliminării importului de cauciuc natural s-a prevăzut și construcția unei alte fabrici de cauciuc poliizoprenic, varietate care înlocuiește integral cauciucul natural datorită proprietăților, unele chiar mai bune. Pentru obținerea acestuia s-a avut în vedere alegerea variantei cele mai economice pentru zonă: dehidrogenarea izopentanului, respectiv a izopentenelor sau din izobutilenă și formaldehidă, sau din acetilenă și acetonă. S-a ajuns în final ca din fracțiunea C5 să se obțină izopentanul pentru materia primă a izoprenului. Pe de altă parte, deși procedeul de producție rusesc era omologat, punerea în practică a durat 5 ani, existând și nereușite date de coroziunea puternică la care nu făceau față nici oțelurile inoxidabile la instalațiile de producție a cauciucului poliizoprenic, în special faza de concentrare a izoprenului. Problema a fost rectificată prin două invenții brevetate de combinat pentru procedee tehnologice în construcția utilajelor, având la bază aliaje de titan și paladiu.

##### Instalația de cauciuc butil
S-a mai prevăzut producția de cauciuc butil (numit și butilcauciuc), ce prezintă o impermeabilitate mărită la gaze și utilizabil la fabricarea unor obiecte care cer această caracteristică. Acesta era obținut prin copolimerizarea la 80° – 100° C a izobutilenei cu 2–3 % sau 1–3 % izopren, Producerea acestuia a venit ca o măsură a întrebuințării raționale a gazelor reziduale rezultate din producerea celorlalte sortimente de cauciuc, unde izobutilena putea fi completată cu izobutan iar sortimentul fiind rezultat prin procesul de dehidrogenare, cu cheltuieli mici. Era destinat fabricării anvelopelor.

#### Fabrica de fenol-acetonă

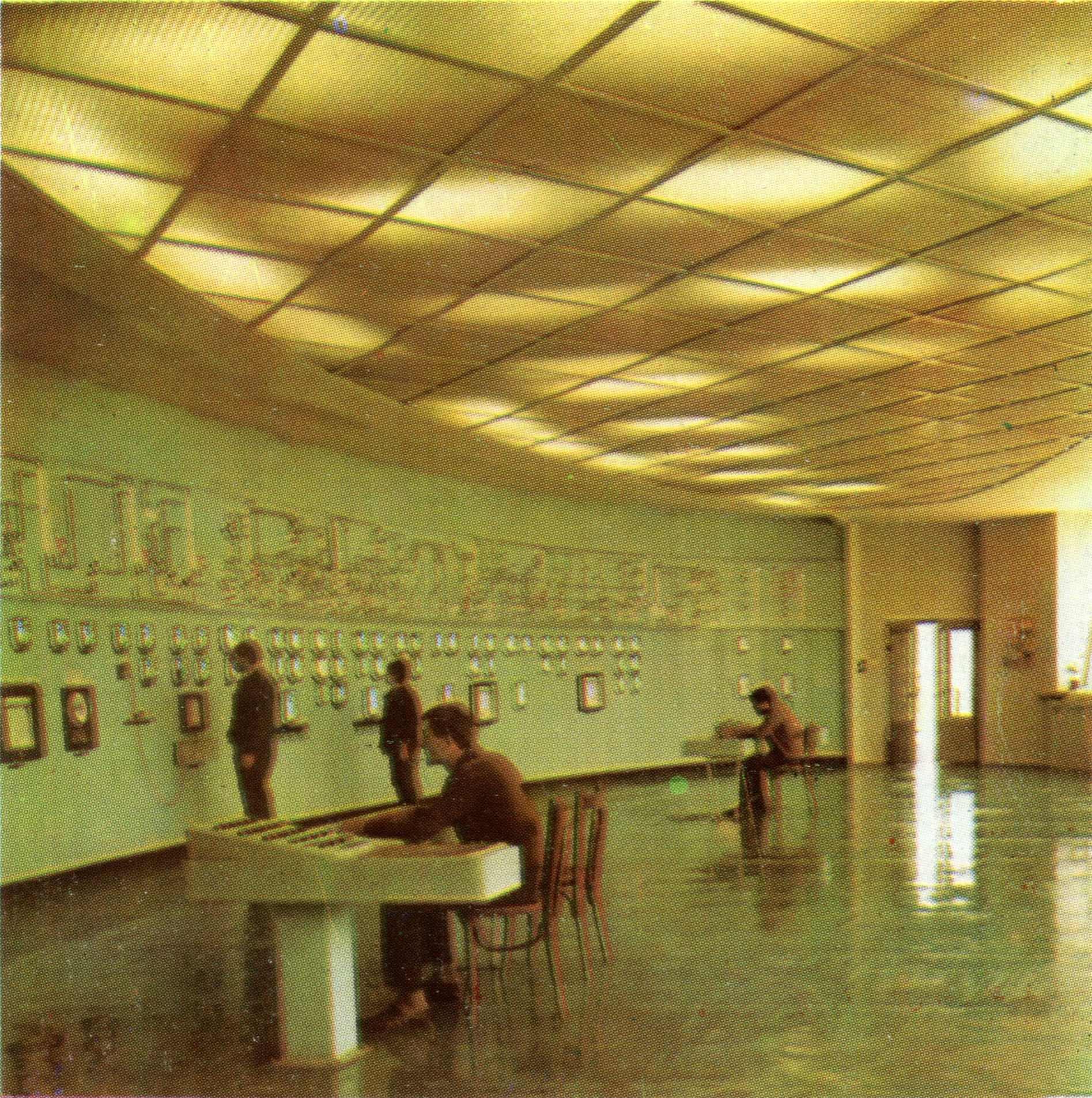
O sală de comandă a instalațiilor

Pe baza materialului documentar și asistenței tehnice din URSS, proiectul instalațiilor de fenol și acetonă a fost elaborat de IPROCHIM.
Produsul intermediar din fabricarea α-metilstirenului, izopropilbenzenul (denumit și cumen) la rândul său obținut din propilenă și benzen, servea totodată și ca materie primă pentru obținerea fenolului și acetonei printr-un procedeu modern, economic și cu rezultate calitative: oxidarea cu aer a izopropilbenzenului în coloane cu funcționare continuă, unde masa de reacție obținută era concentrată într-un sistem de rectificare-distilare, rezultând hidroperoxidul de izopropilbenzen⁠(en)[traduceți] concentrat (denumit și hidroperoxid de cumen), la rândul său cracat catalitic.
Descompunerea hidroperoxidului se realiza cu acid sulfuric în reactoare, obținându-se un amestec de fracțiune fenolică și acetonică. Amestecul era separat într-un sistem de coloane, acetona brută și fenolul brut separate din masa de reacție erau supuse rectificării, în vederea obținerii produselor-marfă. Izopropilbenzenul nereacționat era neutralizat și recirculat în proces. Reziduurile din rectificarea fenolului erau prelucrate prin distilare, într-un grup de agregate separate, cu scopul recuperării fenolului.
Această metodă de producere din hidroperoxid are ca avantaj principal obținerea concomitentă a acetonei cu o proporție de 0,6 tone per tonă de fenol, dar de asemenea procedeul cu hidroperoxid nu necesită temperaturi ridicate și nu ridică probleme de coroziune semnificative, fiind diferit de cel de producere a fenolului prin sulfonarea benzenului, clorurarea benzenului după procedeul Dow⁠(en)[traduceți] sau clorurarea catalitică a benzenului cu acid clorhidric (procedeu regenerativ).
Fabrica de fenol-acetonă avea în 1964 o capacitate anuală de 18 000 tone fenol și 11 000 tone acetonă. Instalațiile erau amplasate într-o proporție de 90 % în aer liber, fiind complet automatizate și cu un sistem de reglate și control centralizat. La agregatele cu pericol de explozie s-au realizat sisteme automate de intervenție și blocaj. Acetona rezultată era importantă pentru satisfacerea necesităților semnificative din industria organică de sinteză, dar și ca solvent. Pe de altă parte, fenolul servea ca materie de bază în industria firelor și fibrelor sintetice de tip relon, maselor plastice, insecticidelor și altele.
În 1972, producția în paralel a fenolului era de 18 000 tone/an și a acetonei de 11 000 tone/an.

#### Fabrica de polistiren
În combinatul din Onești s-a prevăzut și producția de polistiren rezultat din prelucrarea produselor secundare din producția cauciucului, tehnologia fiind livrată de compania Petrocarbon Developments Ltd. din Londra și cu departamentul de design, inginerie și vânzări în Manchester (Anglia). Acesta era întrebuințat în domeniul construcțiilor ca material izolant termic și fonic și la producerea de bunuri de consum și cel expandat pentru izolanții, ambalaje și altele iar cel rezistent la șoc la fabricarea de piese de mașini, carcase și corpuri pentru bărci. Capacitatea inițială de producere a fost de 6 500 tone/an.
Acesta era obținut prin homeopolimerizarea în suspensie a stirenului monomer. Producerea monomerului era realizată economic prin dehidrogenarea catalitică a etilbenzenului (nou sau recirculat), rezultat din instalațiile de reformate catalitică, dehidrogenare ce avea loc în reactoare adiabatice în prezența unui catalizator autoregenerabil pe bază de oxizi de fier și a aburului. Etilbenzenul nou putea conține izopropilbenzen peste limita admisă, astfel era supus purificării. Ulterior, șarja de etilbenzen (indiferent de vechime) era preîncălzită, evaporată și supraîncălzită prin căldura gazelor de contact, fiind amestecat cu aburul supraîncălzit într-un raport determinat și era dirijat spre reactorul de dehidrogenare.
Reacția de dehidrogenare avea loc la o temperatură de circa 600° C și o presiune apropiată de cea atmosferică, unde gazele de contact obținute din acest proces erau trecute printr-o serie de aparate de schimb de căldură pentru preîncălzirea materiei prime și producerea de abur în cazane recuperatoare, ulterior fiind răcite și spălate. Vaporii de apă și hidrocarburi din gazele de contact erau condensați prin răcire indirectă cu apă și solă. Din restul de gaze necondensate se recuperau hidrocarburile lichide antrenate prin adsorbție în cărbune activ.
Condensatul de hidrocarburi de la condensatoarele cu apă și solă se decanta pentru separarea apei și era trimis către rectificare în coloană. Apa separată prin decantare era evacuată la canalizare. Separarea etilbenzenului de stiren era realizată printr-un agregat construit special de superfracționare care asigura căderi mici de presiune în coloane, pentru a se evita temperaturile periculoase care ar duce la polimerizarea stirenului. În acest sens se utiliza sulful drept inhibitor al reacției de polimerizare. În zona vârfului agregatului rezultau hidrocarburile ușoare (benzen, toluen și etilbenzen) iar la baza acestuia se obținea stirenul brut care ulterior era supus rectificării sub vid și era introdus p-terț-butil-catechol⁠(en)[traduceți], proces necesar pentru a se evita polimerizarea stirenului în procesul de rectificare. Agregatul era echipat cu condensatoare cu apă, condensatoare cu solă, fierbătoare, răcitoare pentru produsele din bază, vase de reflux, vase de calibrare a inhibitorului, pompe și altele.
La baza coloanei de rectificare a stirenului se injecta polialchilbenzeni pentru a se reduce viscozitatea amestecului de stiren și gudron dar și depunerile de polimer.

Polistirenul expandat a fost produs într-o instalație importată din Suedia, iar produsul trimis la export în URSS aproape în totalitate.

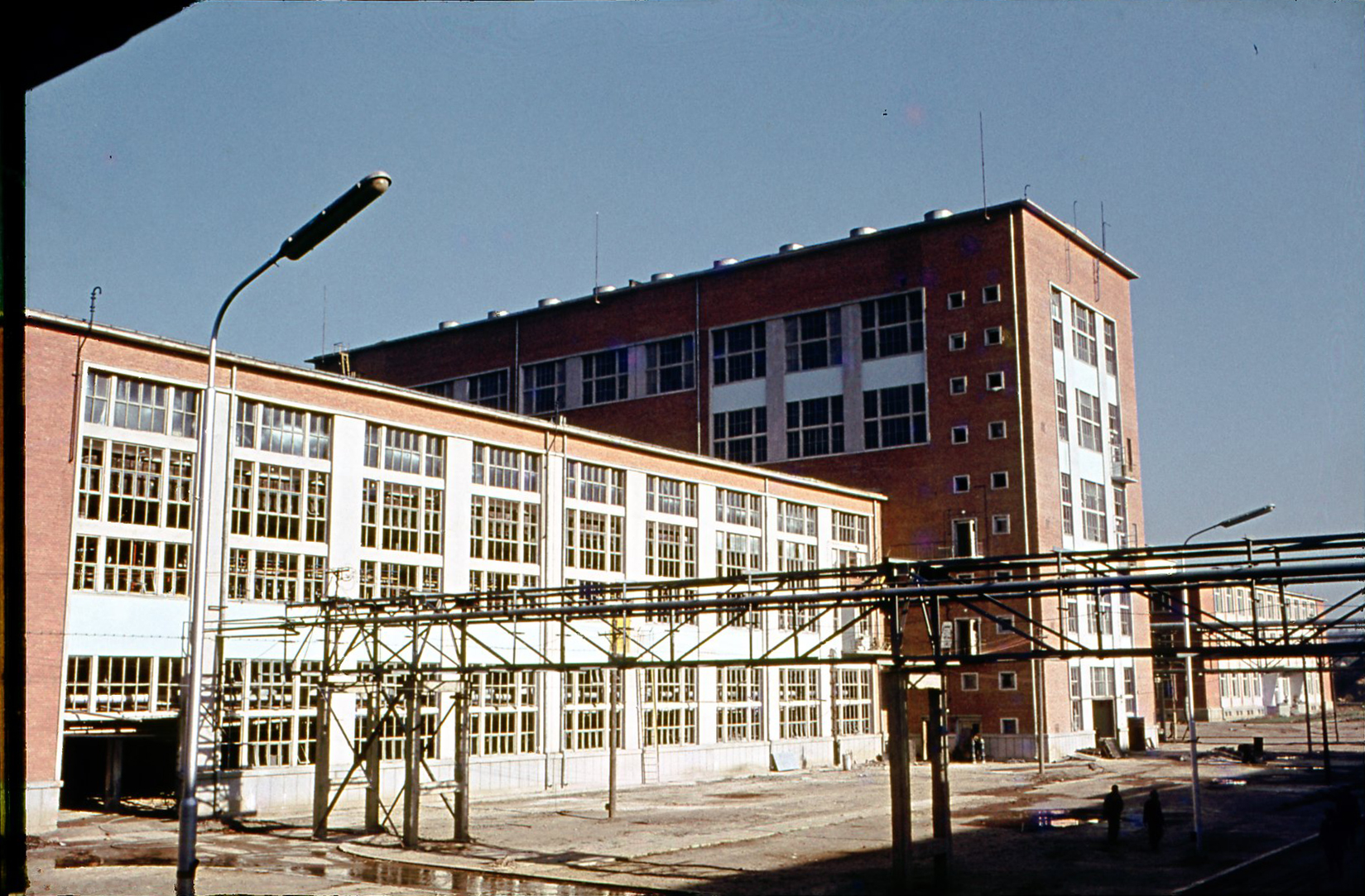
Laboratorul central
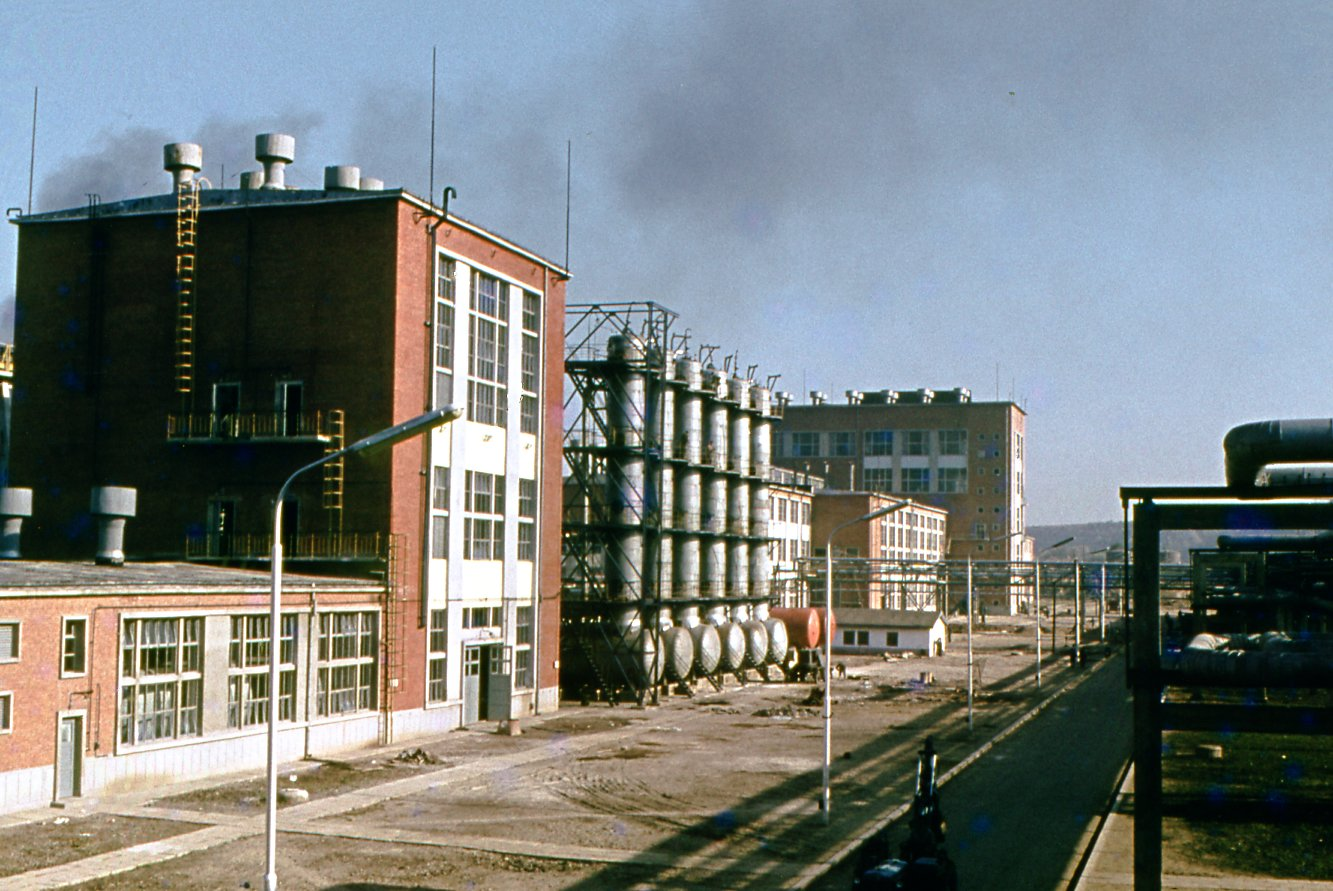
Lângă instalația E1
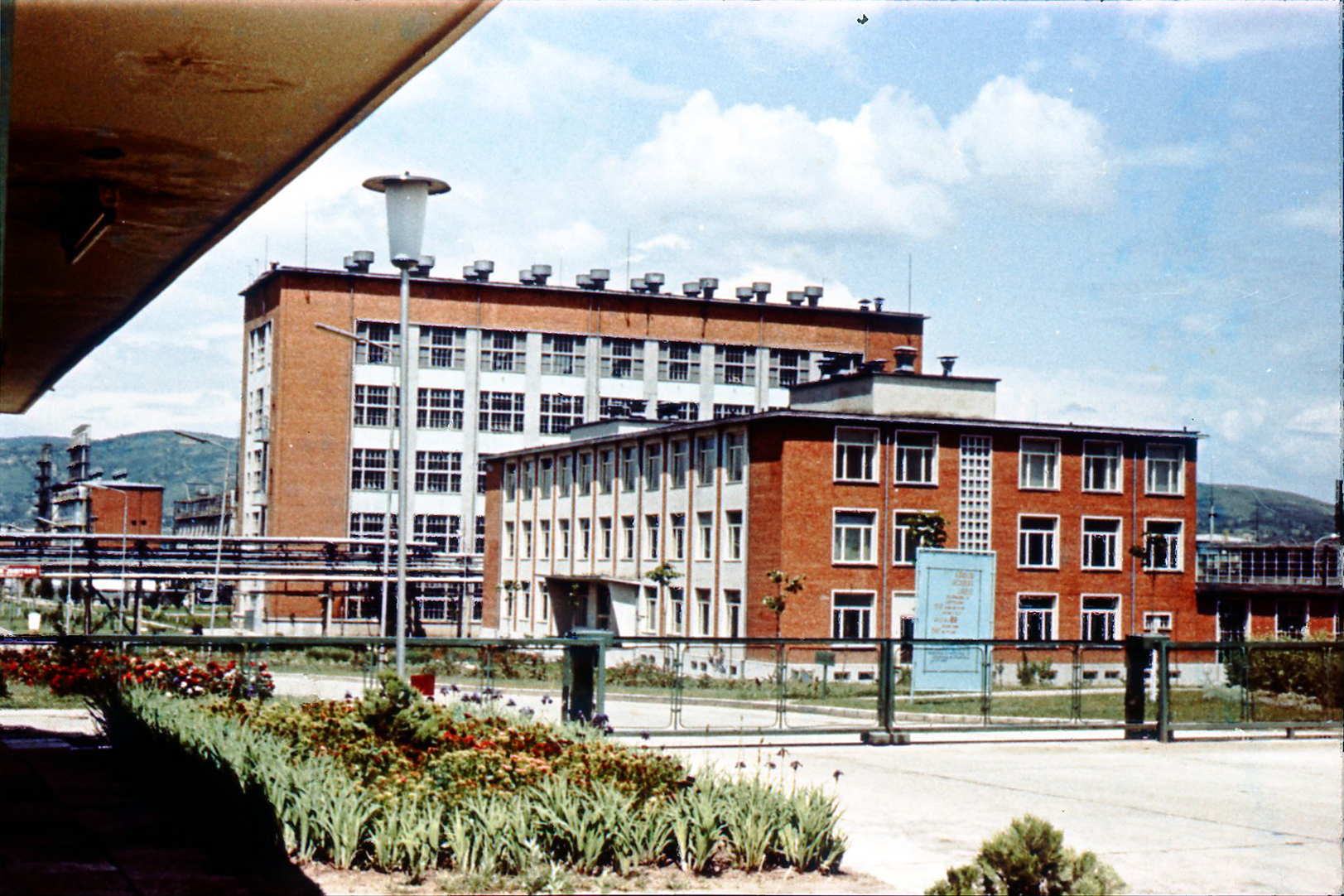
Lângă sediul combinatului, care între 1969 și 1990 a fost și al întregii platforme petrochimice
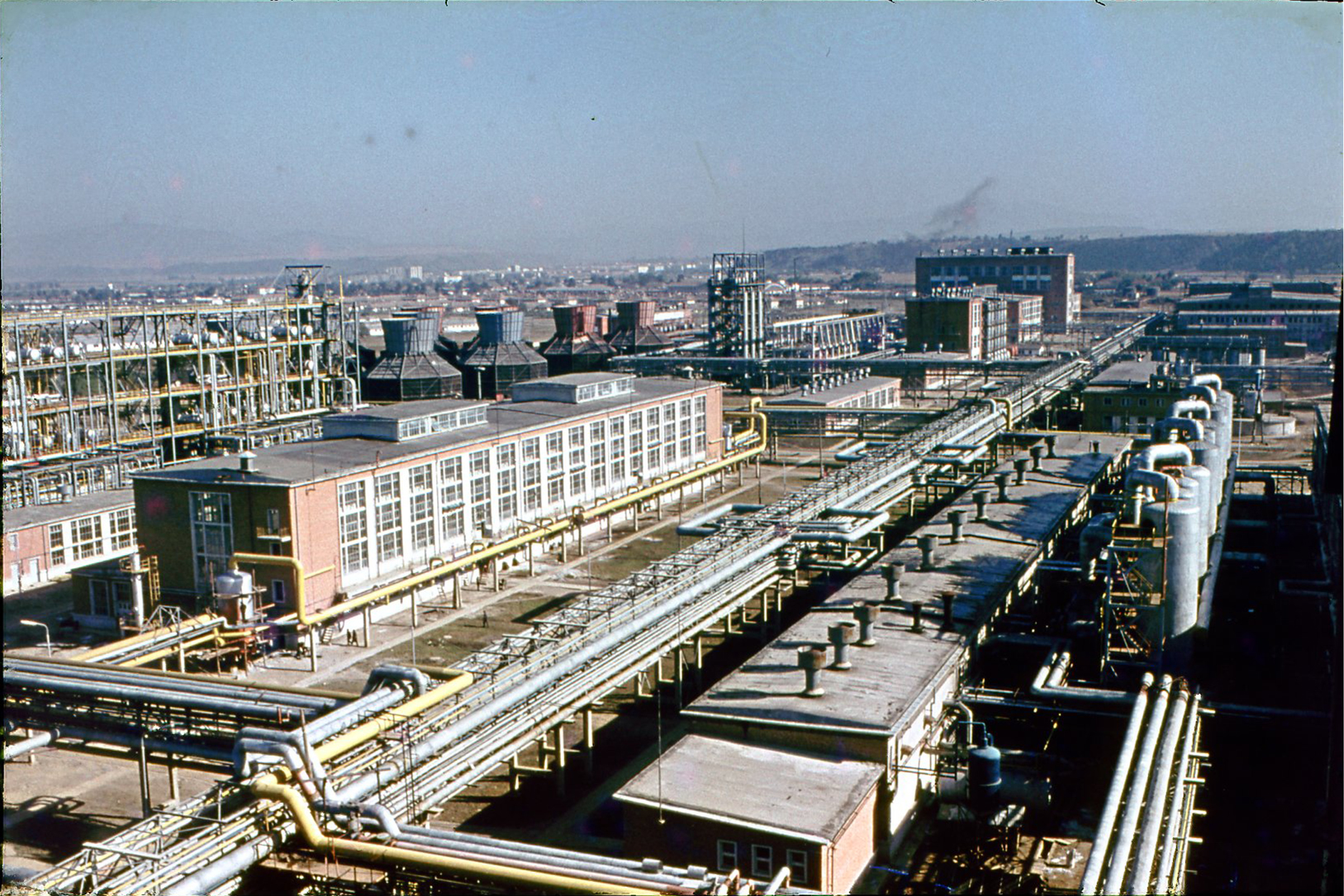

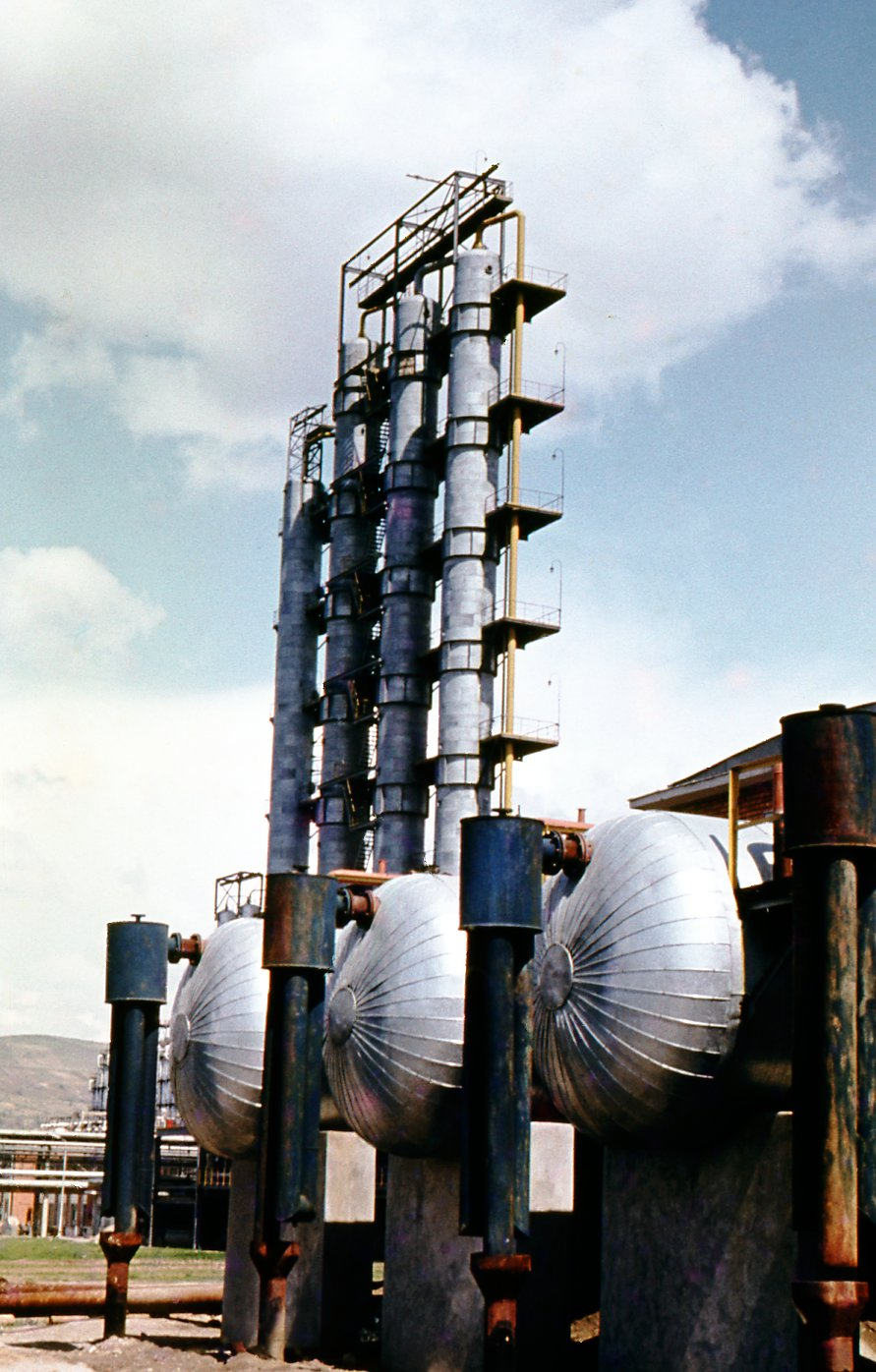
Instalația de rectificare a izopropilbenzenului, cu o înălțime de 70 m
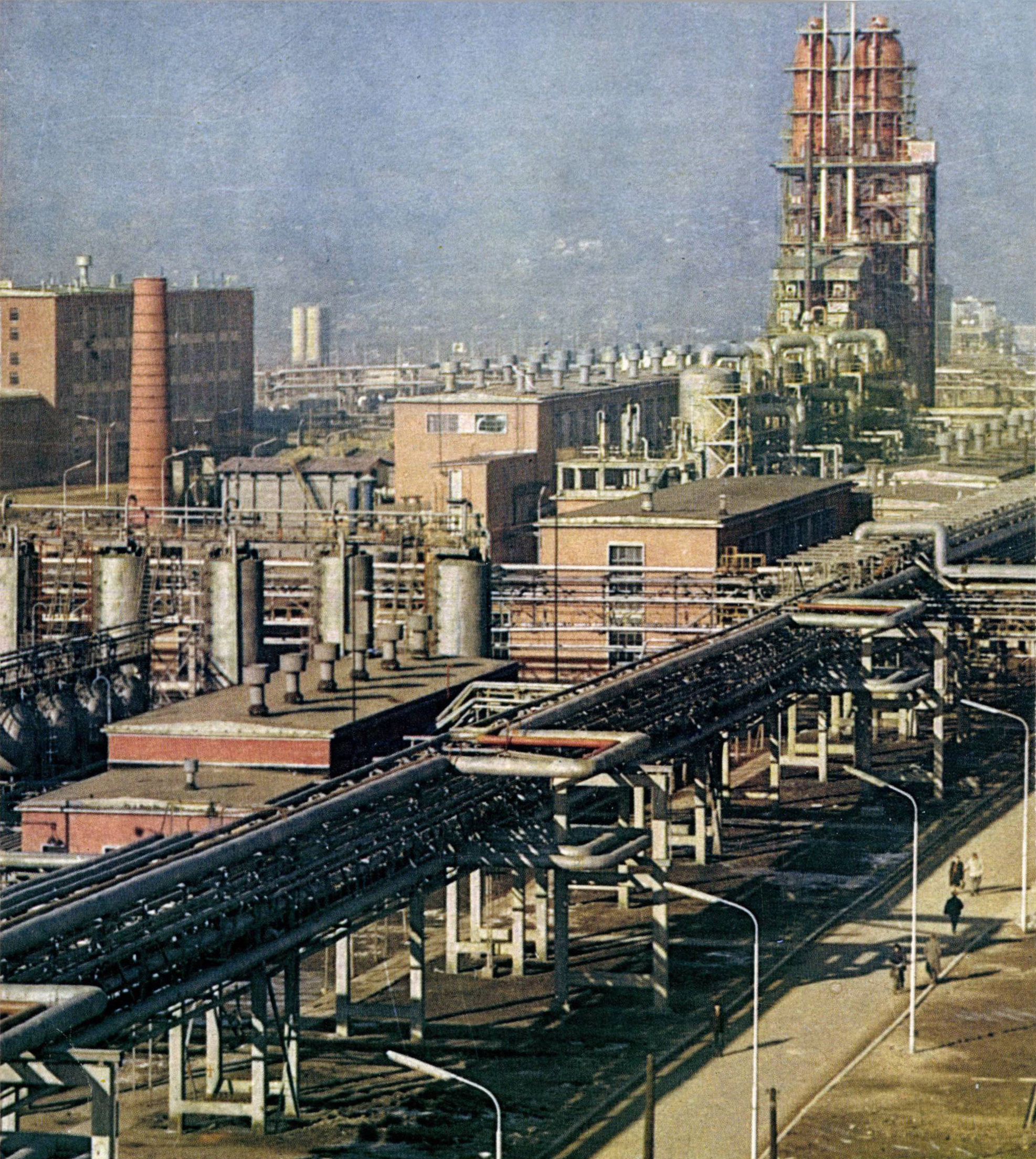
Blocul reactor-regenerator pentru dehidrogenarea butanului în planul depărtat.
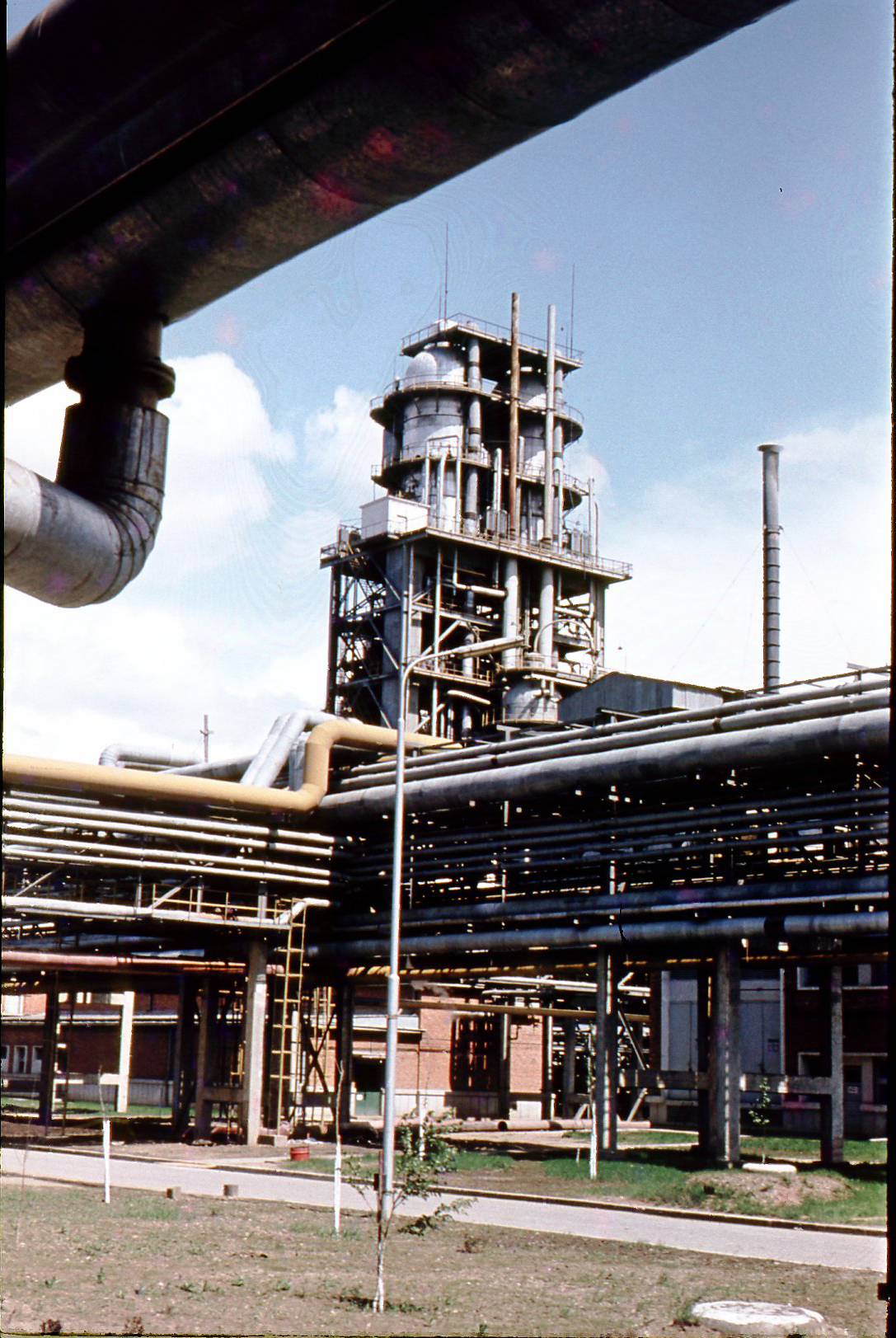
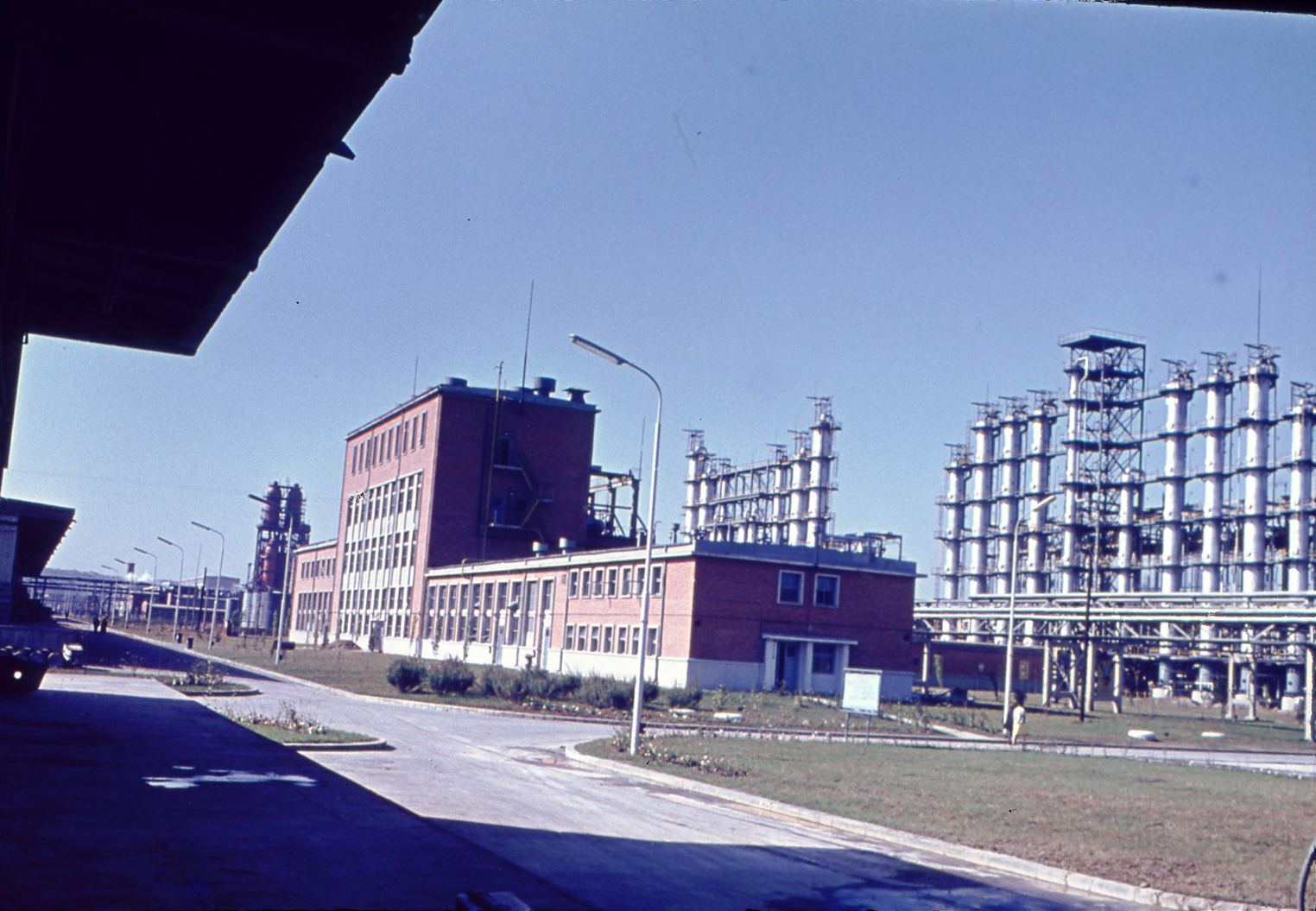
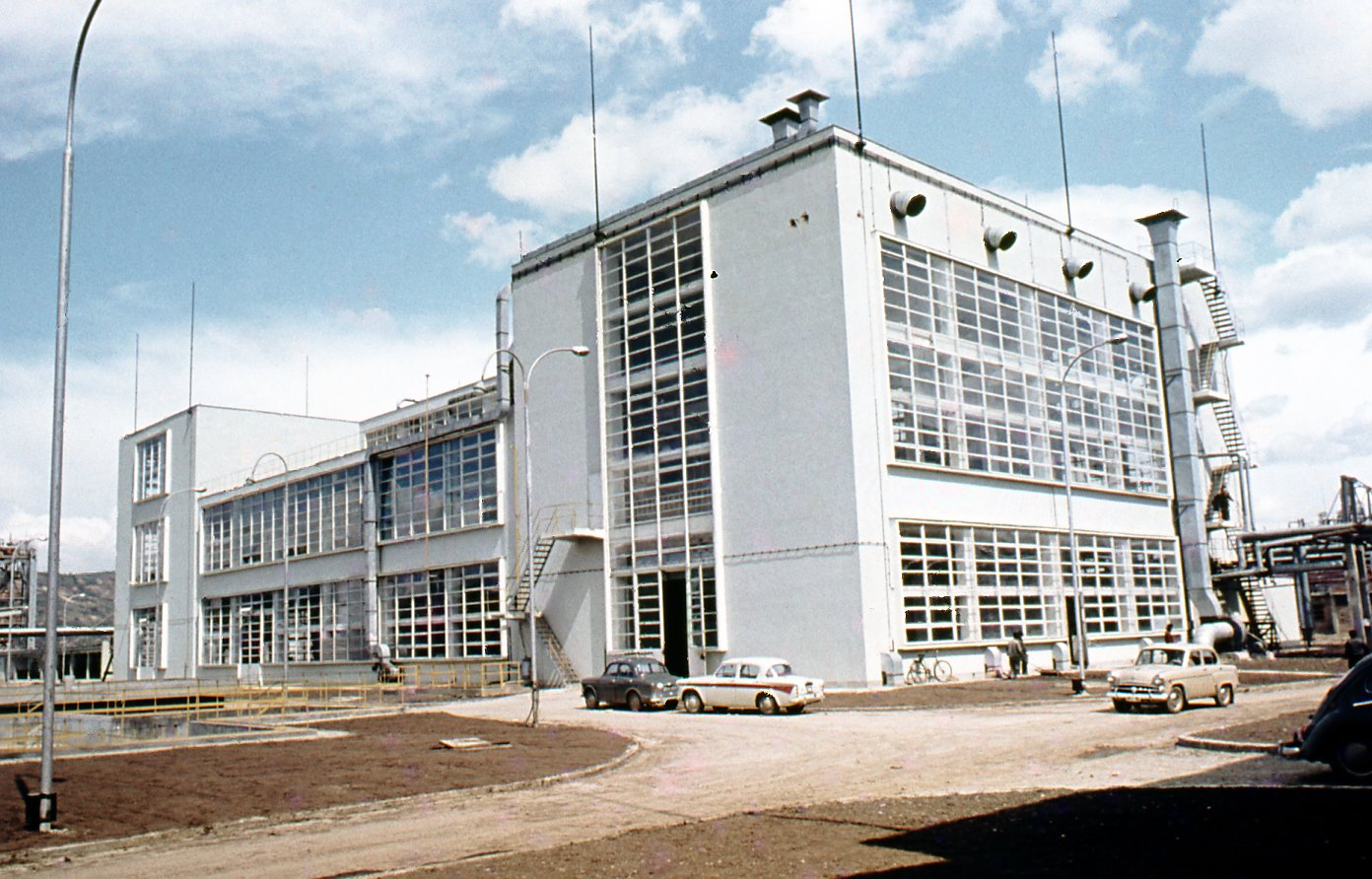
Clădirea reactoarelor de polimerizare a stirenului în suspensie de apă demineralizată la o temperatură de 130 grade Celsius.
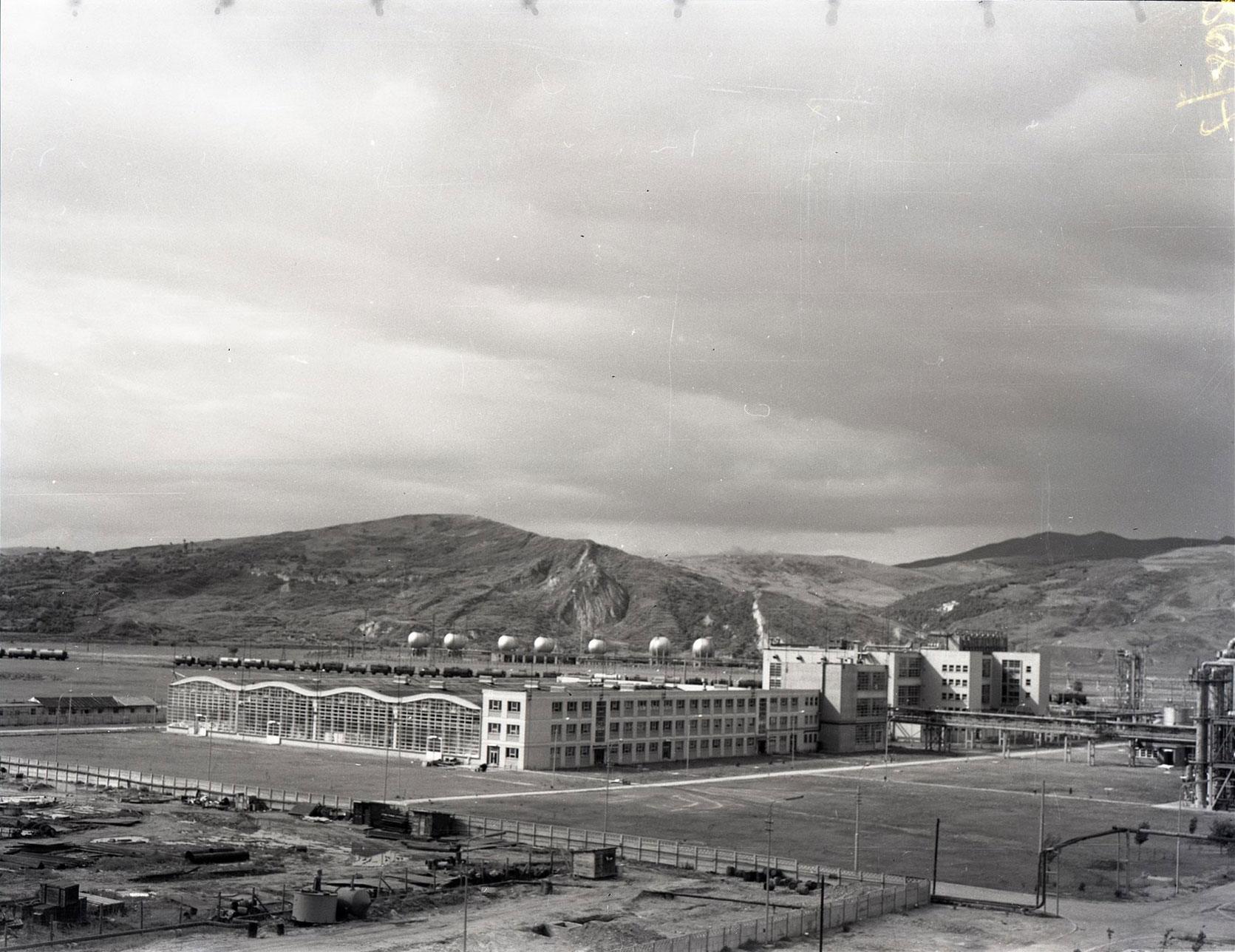
Secția de polistiren

## Evoluții ulterioare

### Export

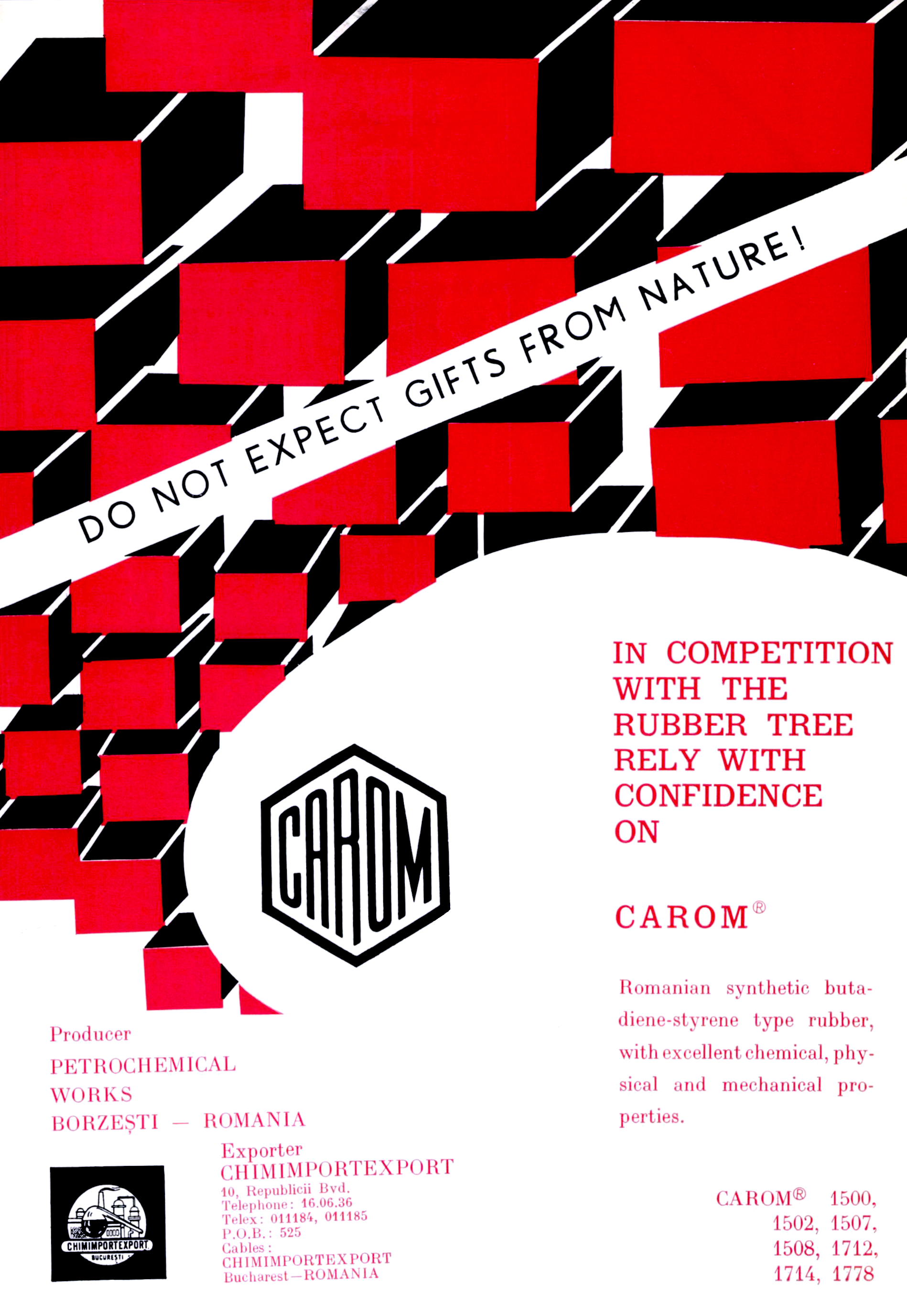
Reclamă în limba engleză la cauciucul CAROM în Revista de Chimie din anul 1976

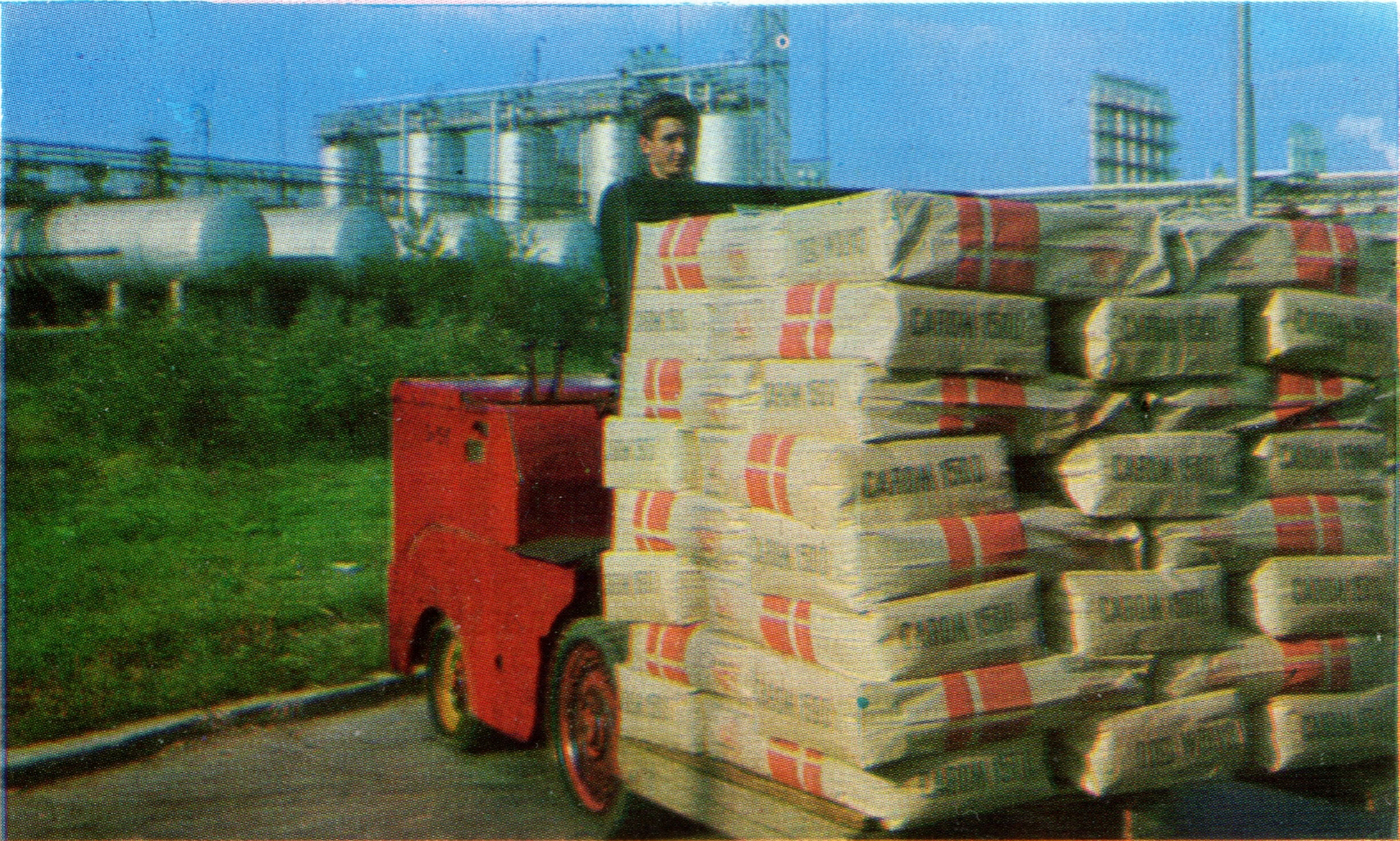
Baloți de cauciuc CAROM 1500 ambalați în hârtie

În 1964 a început exportul de fenol către Suedia în cisterne și butoaie, unul dintre contractele pe acel an însumând peste 300 de tone. În același an, s-a comercializat cauciuc sintetic către Siria, URSS, Italia, Republica Socialistă Cehoslovacă și Japonia. Tot atunci, în cadrul deplasării unei delegații comerciale române în Republica Federală Germania au fost vândute câteva mii de tone de acetonă produsă în Onești firmelor Bayer și Klöckner. În 1964 cauciucul butadien-stirenic polimerizat la rece (5° C) a fost trimis către export sub marca înregistrată CAROM, unde întreprinderea sovietică de comerț exterior Raznoimport din Moscova a achiziționat o cantitate de peste 10 000 tone.
Până în 1973 s-au exportat produse în Anglia, Austria, Belgia, Cehoslovacia, Elveția, Franța, Republica Populară Bulgaria, Italia, India, Japonia, Țările de Jos, Republica Populară Ungară, Republica Arabă Unită, Republica Socialistă Federativă Iugoslavia, Republica Democrată Germană, Republica Federală Germania, Siria, Suedia, Turcia, URSS și altele.

### Stare
Într-un raport realizat pentru Banca Mondială (Washington, D.C.) și Organizația pentru Cooperare și Dezvoltare Economică (Paris), la nivelul anului 1998 instalația de fenol avea o capacitate de 38 500 tone prin metoda de producere a oxidării izopropilbenzenului, având licență PROGIL (Franța) din 1982 și se afla într-o stare proastă de utilizare. Instalația de acetonă avea o capacitate de 23 100 tone. Fabrica de polistiren de tip suspensie cu licență Petrocarbon (Marea Britanie) se afla într-o stare moderată de utilizare și o capacitate de 15 300 tone. Fabrica de copolimer ABS a avut o licență AIS (Italia) din 1972. Fabrica de cauciuc butadien-stirenic (SBR) prin polimerizarea în emulsie la rece a butadienei cu alfa-metilstiren cu tehnologie sovietică și locală era considerată depășită după standardele occidentale și avea o capacitate de 15 300 tone.
Tot în 1998 fabrica de cauciuc sintetic butadien-nitril acrilic (NBR) a avut licență IPROCHIM/Petrodesign din anul 1983 și o capacitate de 8 300 tone. Fabrica de latex prin copolimerizare a fost pornită în 1981, având licență românească și o capacitate de 5 000 tone. Instalația de bisfenol A prin condensarea fenolului cu acetonă a avut o licență românească din 1980 și o capacitate de 5 000 tone. Instalația de fabricare a butadienei prin distilarea cu acetonitril a avut licență românească și o capacitate de 26 000 tone. Instalația de producere a catalizatorilor în diferite metode a avut licență românească din 1963 și o producție de 3 300 tone. Instalația de metil-terțiar-butil-eter (MTBE) din metanol și izobutilenă a avut licență românească din 1983 și o capacitate de 22 500 tone. Instalația Gumisol de dizolvare a resturilor de cauciuc a fost construită în 1983 de către combinat și a avut o putere de procesare de 15 000 tone.
Tot potrivit raportului, menajul și întreținerea defectuoasă puteau fi atribuite regimului anterior și puteau fi îmbunătățite prin formarea managerială. Pe de altă parte, consecințele menajului defectuos puteau duce la netratarea la sursă a deșeurilor de proces, creând probleme suplimentare și mai complexe la stația de tratare a apelor uzate. Ca exemplu s-a dat cazul deșeurilor de latex, care dacă nu erau îndepărtate din jurul instalației aveau să înfunde echipamentul mecanic de la stația de epurare. Întreținerea deficitară putea fi cauzată de lipsa stocurilor adecvate de piese de schimb din cauza constrângerilor financiare ale managementului anterior și actual, ducând la creșterea timpului de nefuncționare a fabricii și la o eficiență redusă din cauza altor defecțiuni și a posibilelor pericole pentru sănătate și siguranță.
Instalația de fenol a funcționat la momentul constatării (1998) cu mult sub capacitatea nominală (aproximativ 50 %) iar vechimea ducea la timpi de întreținere în medie de peste 30 de zile pe an, considerat excesiv pentru normele occidentale. De asemenea, aceasta emana vapori de fenol chiar și în momentul opririi. Fabrica de cauciuc stiren-butadienic a avut condiții proaste de lucru, unde s-a găsit apă pe podea și miros de butadienă și stiren, neexistând o monitorizare regulată a emisiilor și astfel posibilitatea formulării unei concluzii privind problemele. Exista necesitatea monitorizării emisiilor din jurul uscătoarelor și creării unei ventilații eficiente, până atunci rolul fiind îndeplinit de circulația naturală a aerului dată de hala cu o înălțime de 15 m.
În 2008, firma deținătoare Energy Bio Chemicals avea în vedere ca în anul următor să înceapă producția de biodiesel cu un cost estimat la 20 de milioane de euro, și se analiza posibilitatea reluării producției de cauciuc.
În august 2012 Energy Bio Chemicals, a propus în cadrul unui program de modernizare creșterea și îmbunătățirea producției de butadienă și implicit de cauciuc SBR printr-un parteneriat cu UOP⁠(en)[traduceți] al Honeywell cu procedeul propriu KLP, care elimină acetilena greu de manipulat din butadienă. Tot UOP trebuia să aducă o unitate Caustic Merox pentru a elimina sulful din materia primă de C4. Contractul includea licențiere, inginerie, suport tehnic și catalizatori.

### Organizare
Pe 1 aprilie 1969 cele trei unități de pe platforma industrială Onești-Borzești, Combinatul Chimic Borzești, Rafinăria nr. 10 Onești și Combinatul de Cauciuc Sintetic și Produse Petrochimice Onești, s-au comasat în unitate gigant numită Grupul Industrial de Petrochimie Borzești. Grupul Industrial de Petrochimie Borzești avea o lungime de circa 6 km și un număr de 12 000 de angajați, din care 463 cu studii superioare.
În 1973 Grupul Industrial de Petrochimie a fost redenumit Combinatul Petrochimic Borzești, având aceeași structură.
Pe 1 ianuarie 1965 și-a oprit publicarea organul local de presă Oneștiul Nou. Presa locală a fost patronată de cele două combinate prin tipărirea a două ziare: Chimistul la Combinatul Chimic Borzești și Cauciucul la Combinatul de Cauciuc Sintetic și Produse Petrochimice Onești. În 1969, ca urmare a creării Grupului Industrial de Petrochimie Borzești, cele două ziare Chimistul și Cauciucul s-au unit sub numele Petrochimistul.
În 22 martie 1990 a avut loc festivitatea de dezvelire a „Monumentului Eroilor Revoluției din 16-22 decembrie 1989”, ridicat la intrarea în combinat. Pe placa de metal se găsește scris: „In memoriam 16-22 decembrie 1989”.
În urma Hotărârii nr. 114 din 15 februarie 1991 privind reorganizarea unor unități economice de stat în domeniul prelucrării țițeiului și petrochimiei ca societăți comerciale pe acțiuni, a fost înființată CAROM S.A. (societate comercială pe acțiuni), cu sediul în strada Cauciucului nr. 1 din Onești și obiectul principal de activitate „fabricarea de cauciuc butadien-stirenic, cauciuc izoprenic, nitrilic, CAROM 60, latexuri sintetice, fenol, acetonă, polistiren și copolimeri, catalizatori, bisfenol și alte produse petrochimice proprii.” A fost înmatriculată în 7 iunie 1991, drept societate neplătitoare de TVA. Astfel, Combinatul petrochimic Borzești a fost divizat în societăți comerciale independente, sub denumirile: CAROM S.A. (Onești), RAFO S.A. (Onești) și CHIMCOMPLEX S.A. (Borzești).
Combinatul a fost acționar al societății de sere SERON S.A. din Onești, alături de Chimcomplex.

## Falimentare

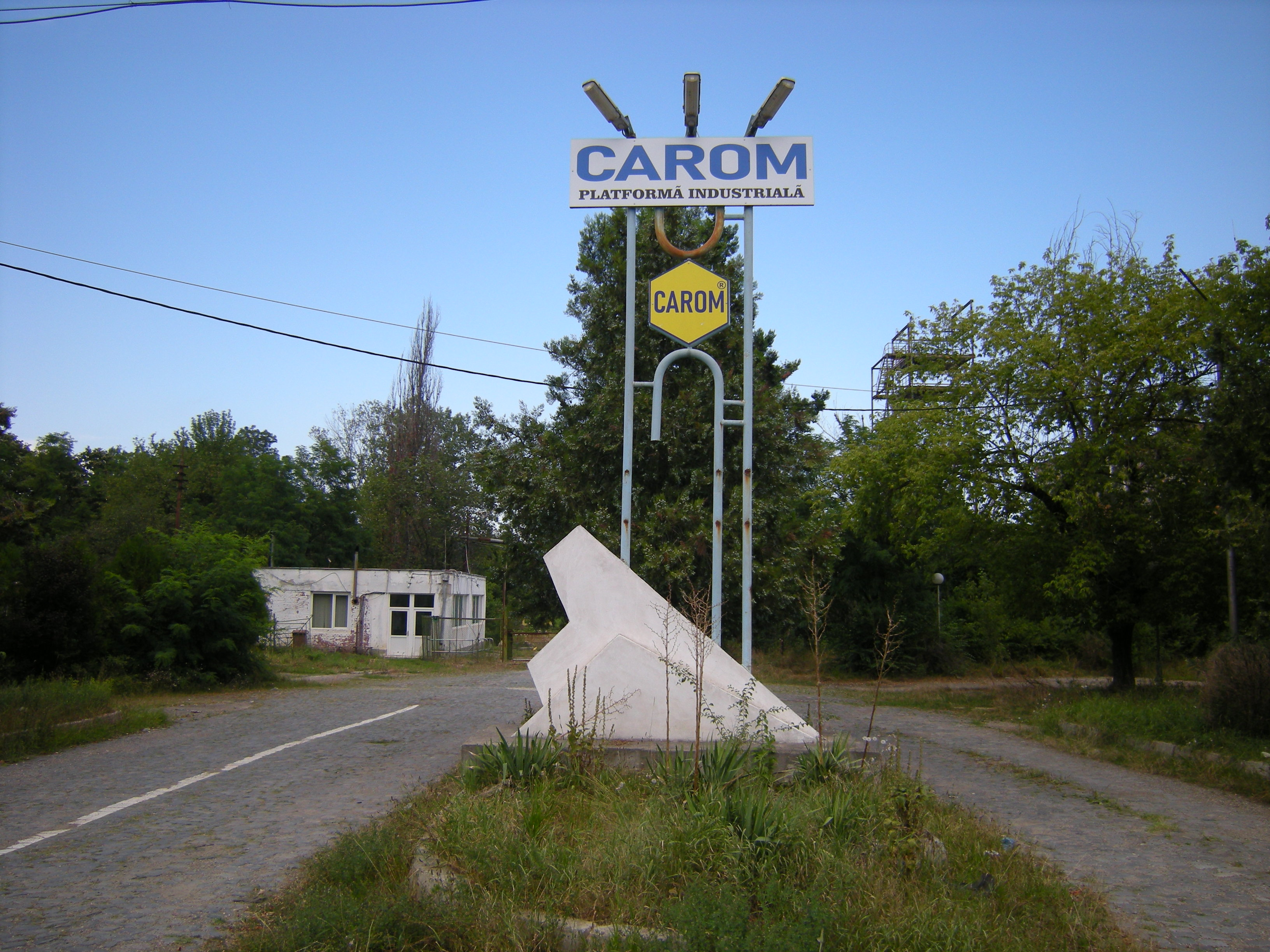
Una dintre intrările în combinat.

Combinatul a fost privatizat în iunie 2003, când fosta Autoritate pentru Privatizare și Administrarea Participațiilor Statului a vândut 51% din acțiuni către societatea Tender SA din Timișoara, pentru 5,5 milioane euro. Firma a intrat în faliment în noiembrie 2005, după ce Tribunalul Bacău a hotărât lichidarea judiciară, la cererea administratorului judiciar și a creditorilor.
Societatea Carom S.A. a fost cumpărată de Balkan Petroleum, principalul proprietar fiind Marian Iancu ce a preluat 7,8 milioane de acțiuni în anul 2004. Faber Invest&Trade, o firmă fantomă, al cărei patron era tot Marian Iancu, importa petrol care ajungea la Carom și pe care îl livra la RAFO iar rafinăria îl prelucra. Carburanții se întorceau la Carom, după care erau comercializați de Faber. Potrivit legii, accizele se aplicau la producătorul de carburant. Așadar, toate taxele erau suportate de RAFO și Carom iar Faber exporta profiturile neaccizate. Firma Faber Invest&Trade a fost înființată în 2003, având sediul in Delaware, SUA (paradis fiscal). Potrivit administratorului firmei, firma a înregistrat o cifră de afaceri impresionantă de 3 miliarde de dolari, în mai puțin de trei ani.
Lichidatorul judiciar a fost FincontaConsulting SPRL ce a scos la vânzare societatea în anul 2006. Licitația obiectivului a fost amânată de mai multe ori în urma unui raport de mediu incomplet prezentat de firma de evaluare. În 27 noiembrie 2006 combinatul, cu o suprafață de 2,45 milioane de metri pătrați, cu clădiri, mijloace fixe și stocuri, a fost scos la licitație, prețul de pornire fiind stabilit la 154,69 milioane lei (43,69 milioane euro) fără TVA. Două companii s-au arătat interesate la licitație: Calder-A, care a încheiat un contract de novație cu Balkan Petroleum pentru preluarea RAFO Onești, și Chemiczna Dwory din Oświęcim, principalul producător de cauciuc sintetic din Polonia. Prin vânzare se urmărea recuperarea unui părți din creanțele ce totalizau 1,1 miliarde de lei, din care statului îi revenea 80 %.
Dintre cei doi potențiali investitori nu a cumpărat niciunul caietul de sarcini pentru licitația din 27 noiembrie 2006, în posibilitatea așteptării a scăderii prețului. Astfel, prima (din 27 noiembrie 2006) și a doua licitație (din 7 ianuarie 2007) s-au organizat formal, când prețul cerut era de 31 de milioane de euro sau cu posibilitatea scăderii la 30 de milioane de euro la a doua licitație. O a treia licitație a fost programată în februarie 2007 cu prețul minim de 25 de milioane de euro, unde potrivit lichidatorului judiciar Adrian Marghescu, un preț mai mic ar însemna valoarea întregului combinat la fier vechi, lucru de neacceptat pentru lichidator și respins de ministrul finanțelor Sebastian Vlădescu. Angajații nu au mai primit salariile din vara anului 2006, urmând ca Tribunalul Bacău să aprobe distribuirea de 1,6 miliarde de lei obținuți din vânzarea de fier vechi din cadrul combinatului. O altă tranșă pentru salarii putea fi plătită din vânzarea sălii polivalente a CAROM și a unui teren, o licitație fiind programată pentru 30 noiembrie 2006.
Potrivit președintelui companiei polone, Dariusz Krawczyk, CAROM s-a dovedit a fi într-o stare foarte proastă și nu merita cumpărat. Chemiczna Dwory a preferat în schimb să cumpere în totalitate de la compania cehă Unipetrol combinatul Kaucuk a.s din Kralupy nad Vltavou⁠(en)[traduceți], Cehia în 2007, la un preț de 195 de milioane de euro. Kaucuk avea profilul de producție în cauciucuri butadien-stirenice în emulsie și polibutadienă sub marca Kralex și polistiren iar Chemiczna Dwory cauciucuri butadien-stirenice, cu conținut ridicat de stiren și butadienice sub marca Ker.
Valoarea CAROM a fost estimată la aproximativ 50 de milioane de dolari, însă a fost pus la vânzare la jumătate din preț întrucât investitorii nu au fost atrași de ofertă. Potrivit unor surse din interiorul combinatului, dintre cauze au fost:
- vânzarea la fier vechi a multor utilaje funcționale din combinat[98]
- vânzarea de terenuri cu instalații funcționale, valorificate ca fier vechi[98]
- vânzarea de utilaje funcționale din oțel inoxidabil sau aliaje cu vanadiu sau titan către alte societăți, însă evaluate la prețuri de fier vechi[98]

În toate cazurile au fost practici care au dus la distrugerea liniilor de producție, acțiuni coordonate de către conducerea locală a combinatului pentru câștiguri personale.
În 2004, societățile auxiliare care au funcționat în cadrul combinatului au fost evacuate în locații diferite. Astfel, DACART S.A. (prestare de servicii de construcții-montaj și reparații mecanice) a cumpărat un teren la marginea societății, în zona instalației I 11, unde s-a aflat hala macaralelor combinatului. În urma procesului, macaralele au fost mutate într-o hală a atelierului mecanic, care a trebuit să fie modificată. Delimitarea firmei a fost făcută cu un gard costisitor al cărui costuri au fost suportate aproximativ 50 % de combinat, iar accesul s-a realizat prin drumurile CAROM și nu cu o intrare separată. În 2003, directorul tehnic al CAROM, Traian Roșca, a cumpărat de la combinat un teren de aproximativ 0,3 hectare de la periferie tot lângă instalația I 11, lângă viitorul sediu DACART. Prin acest teren au fost sustrase din combinat piese din oțel inoxidabil și neferoase. Delimitarea terenului s-a realizat tot cu un gard în 2004, cu acces din exteriorul și interiorul combinatului. În teren a fost mutat sediul firmei de izolații termice a directorului tehnic, găzduit până atunci pe teritoriul combinatului.
Vânzările de instalații la fier vechi aveau o valoare cuprinsă între 0,5 și un miliard de lei vechi zilnic, unde directorii Traian Roșca și Gheorghe Iofcea au sustras și țeavă debitată, cu prețul real mult mai mare, și utilaje refolosibile precum vase, rezervoare, schimbătoare, care ulterior erau comercializate la prețul corect. În perioada septembrie 2003 – iulie 2004 principalele societăți care au dezmembrat și cumpărat utilaje și deșeuri din inox au fost ALLROM IND SRL din Năvodari și RECYCLING SRL, ambele din județul Constanța și aparținând unei singure persoane. Constatarea stării utilajelor și stabilirea prețului acestora a fost făcută de serviciul valorificare active din combinat.
Directorul tehnic a mai valorificat cărămizi antiacide și cărămizi refractare recuperate din cuptoarele fostelor instalații la subprețul pieței, directorul deținând monopolul vânzărilor pentru o perioadă de timp. Cuptoarele au fost dezmembrate în anul 2000 (două de la secția polistiren și secția butadienă) și în perioada iulie 2003 – mai 2004 (șase de la instalația D6, de 4 ori mai mari decât primele)
La sfârșitul anului 2004 a fost achiziționată la suprapreț o cantitate semnificativă de aparatură de măsură și control (AMC) folosită și funcțională, dar fără întrebuințare în laboratoarele combinatului, prin firma TOTAL GROUP SRL din București într-o tranzacție de 250 miliarde de lei vechi. Dintre acestea au fost 20 de PH-metre industriale la prețul de 650 de milioane lei vechi pe bucată. Dintre cele utile au fost ventile regulatoare și aparate de nivel la prețul de două ori mai mare față de cel al pieței. S-a presupus că tranzacția a fost o spălare de bani în urma datoriei AROMA RISE SA (fosta ELON) către CAROM în urma utilităților furnizate și altor afaceri. În anul 2004 AROMA RISE a achiziționat din Austria la un preț convenabil o instalație funcțională și aproape nouă, însă dezafectată din motive ecologice. Utilajele tehnologice și aparatura AMC inutilă combinatului au putut fi utilizate de societate, însă o parte însemnată a rămas neutilizată. Astfel, pentru achitarea datoriilor, proprietarul CAROM și AROMA RISE a intervenit prin firma TOTAL GROUP SRL pentru a vinde la suprapreț echipamentele către combinat. Gheorghe Iofcea a supravegheat procesul de cumpărare și rezolvare a problemelor cu gestionarii care refuzau inventarierea aparatelor.

Ștefan Vuza, proprietul Chimcomplex, s-a arătat interesat de cumpărarea combinatului, însă prețul de vânzare a fost prea mare. De asemenea, acționariatul rusesc al RAFO, după cumpărarea rafinăriei, a fost interesat de CAROM, însă s-au arătat nemulțumiți de preț.

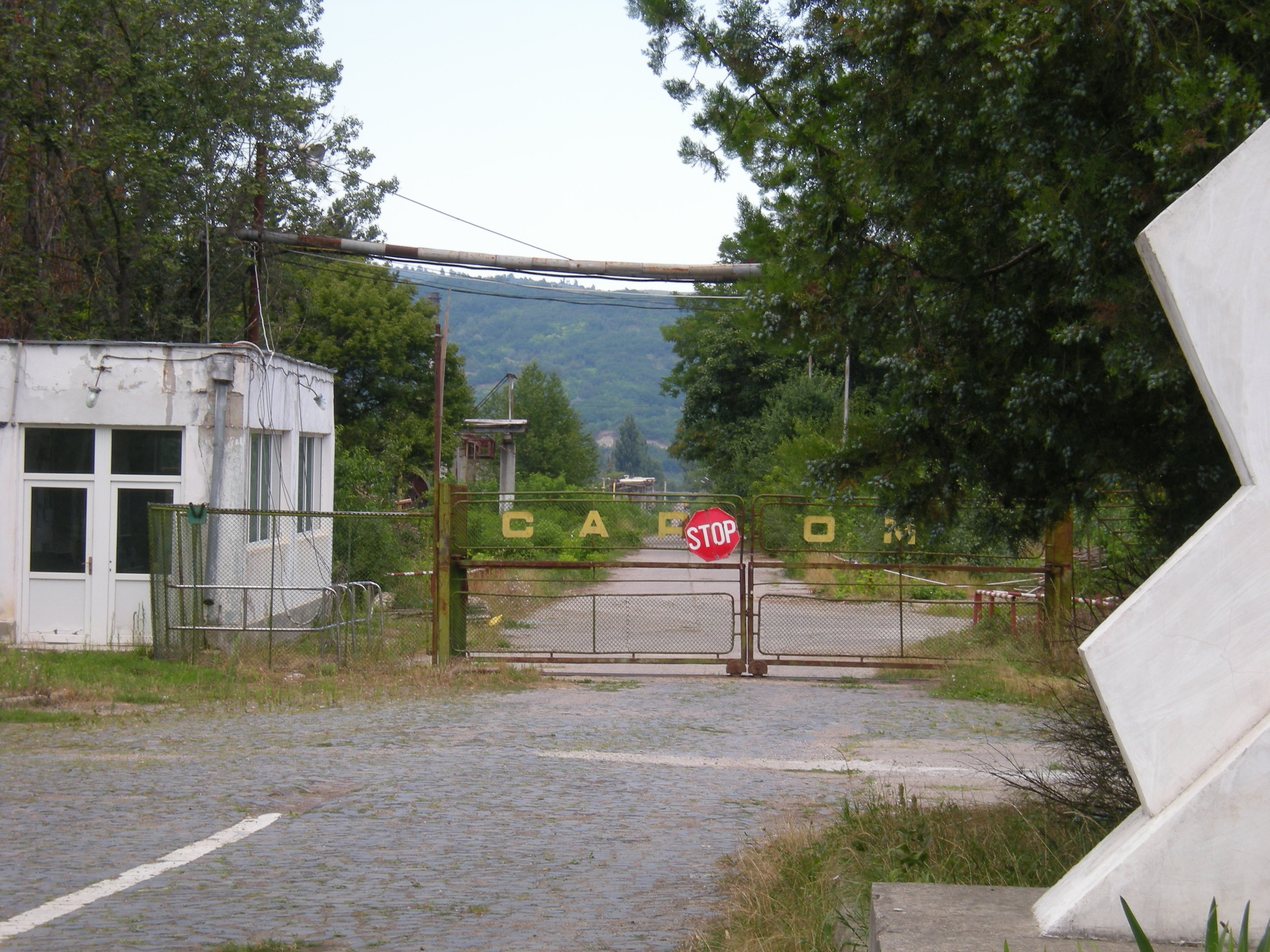

Energy Bio Chemicals București a cumpărat societatea CAROM S.A. cu circa 17,5 milioane euro în anul 2008 iar la 15 august 2016 a fost scos la vânzare. CAROM a intrat în a doua insolvență în anul 2013, la cererea creditorului E.ON Energie România.
În 2011 Energy Bio Chemicals, a realizat afaceri de 28 milioane euro, cu 400 de angajați.
În vara anului 2016, lichidatorul companiei Energy Bio Chemicals, ZRP Insolvency SPRL a scos la vânzare societatea Carom S.A, cumpărătorul fiind moldoveanul Vitali Cebanu prin compania austriacă Andres Capital GmbH, acesta fiind apropriat al lui Renato Usatîi. Vitali Cebanu a cumpărat și RAFO Onești, unde a promis că va relua producția dar nu s-a mai ținut de cuvânt.
În noiembrie 2016 societatea a pierdut contractul cu Oscar Downstream (cea mai mare companie petrolieră din România neafiliată unui nume internațional). Contractul era o relație comercială ce presupunea închirierea de către combinat a unor spații de depozitare și livrare a motorinei către Oscar Downstream. Potrivit unor surse, combinatul încasa lunar de pe urma acestui contract în jur de 30 000 de euro, pe lună. Încasările Carom nu erau constante, ele depinzând în foarte mare măsură de volumul de combustibil vehiculat.
În industria elastomerilor România a pierdut locul important pe care îl avea în Europa Centrală și de Est (înainte de 1990) prin privatizarea Carom în 2003, falimentarea combinatului în 2005 și de către Energy Bio Chemicals în 2008, ducând la insolvență în 2016. Demolarea obiectivului a dus la dispariția producției românești de cauciuc SBR (butadien-stirenic), NR (nitrilic), fenol și acetonă, bisfenol, etilbenzen, metilstiren, stiren, polistiren și latex, piața supraviețuind prin „metoda săracului”: reciclarea deșeurilor pentru recuperarea de monomeri.
În aprilie 2019 compania ATAI Group din Republica Moldova a câștigat licitația de vânzare a activelor, dar nu a mai achitat suma cerută.
Mavgo Holding SRL a achiziționat în noiembrie 2019 fostul combinat de cauciuc sintetic cu aproximativ 1,7 milioane de euro pentru pachetul de acțiuni, față de prețul cerut de lichidatorul judiciar (4,53 milioane de euro). Tot Mavgo Holding a achiziționat și terenul fostei rafinării Dărmănești. Firma a avut sediul mutat de la Tașca, Neamț în Buhoci, Bacău în 2020 și aparține de Gheorghe Vlase, cumătru cu Ionel Arsene (președinte al Consiliului Județean Neamț din partea Partidului Social Democrat). Domeniul principal de activitate face referire la lucrările de construcții a drumurilor și autostrăzilor. Firma s-a remarcat prin câștigarea unor contracte publice pentru reabilitarea și construcția de drumuri în județul Neamț și alte zone din țară. Gheorghe Vlase mai deține firma Stef Edil SRL și este asociat unic la Aqua Parc SRL, remarcată tot pentru câștigarea de contracte publice, are ca obiect principal de activitate „Lucrări de construcții a drumurilor și autostrăzilor”.
Potrivit unui jurnalist de investigații, firma a fost interesată de două rezervoare de bitum din fostul combinat în scopul realizării de construcții rutiere. Potrivit propriilor declarații ale firmei, se are în vedere repunerea în funcțiune a instalațiilor, deschiderea unor noi procese de producție, eficientizarea altora și implementarea unor investiții noi foarte costisitoare.
Număr de angajați:
- 2021: 92[107] (drept Magvo Holding SRL)
- 2014: 0[86] (drept CAROM SA)
- 2011: 7[86]
- 2006: 1 100[109] sau 630[95]
- 2003: 1 914[86]
- 2002: 1 993[86]
- 1996: 2 400[100]

### Dosarul RAFO-CAROM
La 27 noiembrie 2011, omul de afaceri Marian Iancu a fost condamnat la zece ani de închisoare în dosarul RAFO de către Tribunalul București. În dosar a fost implicat și omul de afaceri Valeriu Damian, proprietarul lanțului de benzinării Helios.

## Poluare
În 1998, de la instalația de fenol era evacuat un nivel de 15 până la 20 mg/litru de fenol în stațiile de tratare a apelor uzate, considerat mult peste normele europene într-un raport din același an realizat pentru Banca Mondială (Washington, D.C.) și Organizația pentru Cooperare și Dezvoltare Economică (Paris).
La periferia combinatului existau cinci halde de deșeuri nereciclate precum catalizatori uzați, amestecuri de stiren, polistiren, cauciuc acrilo-metil-butadien stirenic și diverse nămoluri chimice și mecanice. Haldele aveau baze din lut. Existau dovezi privind poluarea apelor subterane de către rafinăria RAFO adiacentă. De asemenea, au existat cazuri de contaminare a apei menajere cu hidrocarburi și a apei industriale folosite la termocentrală, care a incendiat-o. S-a menționat necesitatea unui audit de mediu amănunțit ce trebuia să cuprindă întregul combinat, termocentralele și rafinăria, unde etapa inițială a evaluării nivelurilor de poluare era estimat la costul de 30 000 USD iar etapa a doua de 100 000 USD.
Societatea deține 500 000 metri cubi de deșeuri periculoase produse până în 2004 pe o suprafață de peste 100 000 metri pătrați, în aproximativ patru bataluri. Situația depozitelor a fost cunoscută de autorități înainte de anii 1990, însă compania, care tot aceasta încadra eronat nivelul de toxicitate al deșeurilor, și-a putut continua activitatea în condițiile în care deșeurile puteau pune în pericol mediul înconjurător și populația. Compania care a cumpărat CAROM în 2019 a avut în vedere preluarea unui depozit de deșeuri nepericuloase, unde se estima investirea a 5 milioane de euro pentru neutralizare după o analiză anterioară a IPROCHIM, însă după solicitarea unei expertize extrajudiciare a Universității din Petroșani, Facultatea de Mine – Departamentul de Ingineria Mediului pentru determinarea naturii deșeurilor și costul de neutralizare, a reieșit costul în valoare de 60 de milioane de euro. Au mai fost solicitate două societăți specializate din Italia și o alta din țară pentru efectuarea de rapoarte de analiză a deșeurilor, concluzia unanimă fiind existența de metale grele, substanțe cancerigene, hidrocarburi clasificate periculoase de legiuitor, xilen și alți compuși chimici toxici. Compania cumpărătoare a înaintat un proces Energy Bio Chemicals pentru anularea achiziției, motivând falsul în acte.
Raportul final a concluzionat că deșeurile au fost încadrate eronat în categoria 07 02 12 – nepericulos, în locul categoriei 07 02 11* - nămoluri de la epurarea efluenților în incintă, cu conținut substanțe periculos, potrivit Anexei nr. 2 la H.G. 856/2002, prin conținutul de substanțe periculoase catalogate în Anexa nr. 4 la Legea nr. 211/2011, respectiv deșeuri cancerigene – H7 și foarte inflamabile – H 3-A.
Potrivit unor rapoarte de mediu, societatea are cel mai mare depozit de deșeuri chimice periculoase din Europa, care s-ar putea scurge la un cutremur de peste 7 grade sau o ploaie abundentă, afectând pânza freatică, râul Trotuș, râul Siret, Dunărea și Delta Dunării.